# ドラゴンクエスト列伝 ロトの紋章
『ドラゴンクエスト列伝 ロトの紋章』（ドラゴンクエストれつでん ロトのもんしょう）は、原作・設定：川又千秋、脚本：小柳順治、画：藤原カムイによる日本の漫画作品。1991年から1997年まで『月刊少年ガンガン』（エニックス、現・スクウェア・エニックス）に連載されたファンタジー漫画作品である。

## 概要
『月刊少年ガンガン』の販売元・エニックス（現：スクウェア・エニックス）の看板作品であるテレビゲームのドラゴンクエストシリーズを題材に、同誌創刊時の看板作として登場した。1994年にはコミックCDが発売され、1996年には映画化されている。
本作はゲーム・ドラゴンクエストシリーズ初期の「ロトシリーズ」の『III』→第1作→『II』と続く時系列の中で、『III』→第1作の間に位置する物語として設定されている。また、連載の半ば以降、毎号扉絵には、登場するアイテムや呪文はゲームとは別であるという断り書きが添えられた。
その後、『ヤングガンガン』に本作の続編である『ドラゴンクエスト列伝 ロトの紋章 〜紋章を継ぐ者達へ〜』を連載。
また、2006年7月から2007年2月まで完全版コミックスが刊行された。2019年4月時点でコミックス累計発行部数は2090万部を突破している。
2017年9月7日から9月30日までドラゴンクエストモンスターズ スーパーライトでコラボイベントが開催されている。
2022年、『ヤングガンガン』の創刊18周年の記念号に、記念企画として本作の読み切りを掲載。魔王の1人である獣王グノンを中心に描いた本作の読み切りが「ドラゴンクエスト列伝 ロトの紋章〜紋章をさらに継ぐ者達へ〜」と共に発表されている。

## あらすじ

### プロローグ
ロトの伝説
かつて世界を滅ぼしかけた大魔王ゾーマは、ロトの勇者アレルと仲間たちによって倒された。勇者アレルの2人の王子・ローランとカーメンは、アレフガルドから地上世界へと戻ってそれぞれ自らの国を築き、2つに分かたれた『ロトの紋章』を代々伝えてきた。
また、アレルと共に旅をした「3人のケンオウ」（剣王=戦士フルカス、拳王=武闘家フォン、賢王=賢者カダル）もまた、いずれ現れるであろう闇に対抗するため、それぞれ子孫たちにその技を伝承していた。
王国陥落
大魔王ゾーマが倒れて100年後……。大魔王「異魔神」という更なる闇によって、世界は脅かされようとしていた。魔王軍に襲われたカーメン城は陥落してしまうが、産まれたばかりの王子アルスは家臣の手により救出され、魔の者の近づけぬ聖域「仙人の郷」へとかろうじて逃げ延びる。
しかし、カーメンの王子を奪えなかった魔王軍は矛先を変え、ローラン城を陥落。産まれたばかりの王子は「呪われた邪名」を与えられ、異魔神の配下・魔人王ジャガンとして育てられることになる。

### 序盤
旅立ち
それから10年後……。聖戦士の資質をもった戦士キラと共に修行をしていたアルスは健やかに成長していたが、聖域にも魔王軍の魔の手が及び始める。アルスは異魔神を倒して世界を救う勇者となるべく、仲間たちと共に旅立つ。大賢者カダルの「蜃気楼の塔」で修業をすることになったアルスとキラは、心身ともに鍛えられ大きくレベルアップする。
「3人のケンオウを捜せ！」というカダルの言葉に従い、アッサラームの街に向かった一行は、魔剣ネクロスに魅入られた剣王サーバインに襲撃される。圧倒的な力を持つサーバインだったが、解呪呪文によって心を取り戻し、偶然居合わせた拳王ヤオの助けもあり、なんとか倒すことに成功する。しかし、これまで姉のように慕っていたルナフレアが、魔剣の呪いによって亡くなってしまう。
行方不明の賢王探し
剣王の名を継いだキラがパーティーから抜け、一行はカーメン城に立ち寄り、冥王によって蘇った「バラモスゾンビ」に遭遇。元カーメン軍団長ボルゴイと共に討伐することに成功し、「ロトの鎧」のレプリカを手に入れる。
その後、造船の村テドンに向かう道中、遊び人ポロンに出会う。そして、賢者カダルの流星が落ちた村こそがテドンであると判明するが、すでに賢王候補のノロップは流星に撃たれて亡くなっていた。しかし、墓を掘り返して生きていることが判明。ノロップの祖父から船をもらい、一行はアリアハンへと旅立つ。
異魔神によって、単純生命体となった「海王リバイアサン」が放たれ、海の魔物たちを食らいつくして巨大化する。体内に侵入した一行は、謎の合体魔法を使ったポロンの活躍もあり、甲殻魔獣ダフォーラを倒してリバイアサンを救うことに成功する。
獣王グノンと獣兵団との激戦
アリアハンに到着した一行は、遊び人ポロンこそが賢王ノロップであると判明。しかし、獣王グノン率いるビースト兵団がアリアハンに進行し、恐れをなした国王によって差し出されたアルスは、たった一人で10万ものモンスター達と戦うことになる。息つく間もなく襲いくるモンスターを退け、レベルアップを重ねていくアレスであったが、ついに力尽きる。
そこに、修行を終えた剣王キラが現れ、仲間たちも駆けつけてついに「3人のケンオウ」が揃う。ビースト兵団の四天王を退けた一行は、10万匹のモンスターの総攻撃によって体力と魔力の限界となり、老師タルキンは犠牲魔法メガンテを放って、獣王グノンを討ち取ろうとするも失敗。グノンによって仲間たちが傷ついていくのを見たポロンは、ついに賢王として覚醒して、ベホマズンによって全員を回復し、グノンとの最終決戦が始まる。
勇敢に戦う勇者一行を見て、アリアハンの国王と住民たちは自分たちの過ちを認め、勇者を助けようと立ち上がる。真の姿である巨大化したグノンは圧倒的な戦闘力を見せるが、アリアハンの人々から集めた魔法力によって極大攻撃呪文ミナデインを放ち、獣王グノンを討ち倒すことに成功する。

### 中盤
ジャガン襲来
魔人王ジャガンが襲来してアルスとの一騎打ちとなるが、剣・魔法・装備すべてに勝るジャガンに、アルスは完膚なきまでに敗れて命を落とす。あの世を垣間見たアルスは、ルナフレアとタルキンの2人に促され、仲間たちが手に入れた「世界樹の葉」によって蘇る。
ジャガンに対抗するため、アルスは「蜃気楼の塔」でケンオウ達に修行をしてもらい、驚異的なレベルアップを果たす。その後ジパングへ向かった一行は、驚異的な再生能力を持っている「ヤマタノオロチ」を倒して、若き女王イヨの信頼を得る。
アルスが生きていることを知ったジャガンが再び襲来するが、終始レベルアップしたアルスが圧倒。アルスが命を断とうとした所に、第三のロトの子孫・アステアが現れ、3つに分割された『ロトの紋章』が合わさり、「力を合わせて異魔神と戦ってほしい」という勇者アレルの願いと共に、大転移魔法オメガルーラが授けられる。
その後、アステアと共に「闇のオーブ」を聖域に封印しようとした際、異魔神が復活しかけるが、なんとか押しとどめて封印に成功し、アステアは自身の「ロトの紋章」をアルスに託して、アレフガルドに帰還する。
冥王ゴルゴナ襲撃
エッゾの魔洲湖にある精錬所に向かった一行は、オリハルコンの精錬を行うが、その最中に冥王ゴルゴナの襲撃に遭う。

## 登場人物
登場人物の成長は連載期間と連動しており、作中では6年間分の加齢に伴う変化を見せている。

### ロトの血を引く者
アルス
声 - 高山みなみ（コミックCD版・少年時）、西須汐美（コミックCD版・赤子時） / 平松晶子（劇場アニメ版）
本作の主人公。カーメン王国の王子として生を受けるが、誕生と時を同じくして城が竜王の手によって陥落、共にイシスに逃げ延びた老師タルキンやカーメン騎士団長の娘ルナフレア達の庇護の下で育てられ、剣と呪文の修行をしながら成長する。
聖域の結界が破られたのを切っ掛けに里を出てロトと共に魔王ゾーマを打倒した聖戦士、賢王カダルに師事し、キラと共に蜃気楼の塔で3か月の修業を受けた後、勇者として旅立つ。心優しい性格で戦いを始めた10歳時は幼さの残る少年だったが、自身に託されたロトの紋章の勇者としての使命を自覚し、時に苦悩しながらも戦い続け、勇者として成長していく。戦いの場以外では、キラとの競争に熱中したり、カダルやヤオに飽きれられる程の大食いをしたりと、ごく普通の少年の姿を見せている。一人称は「僕」だが、第2話の冒頭では「オイラ」を使っている（完全版では「僕」に修正）。
同じロトの血を引く魔人王ジャガンとの1対1の対決に挑んだ際には、剣術・魔法ともに圧倒され、戦いに畏怖するまま命を落とす。死の淵を彷徨った後、キラ達の必死の努力で確保された世界樹の葉と、命運を共にしてきた仲間たちへの想い、霊界からの愛する人の励ましにより、勇気を取り戻し蘇生した。ジャガン戦で自らの甘さを悟った事で、蜃気楼の塔で自らを鍛え直し、ジャガンとの再戦では彼を打ち破った。
その後、ジャガンの名から解き放たれ勇者に転生したアランと仲間と共に戦いを挑むが、復活した異魔神の脅威に対し、仲間を思うが故にパーティ解散の意思を示し仲間と別れる。その後、異魔神に最終決戦を挑み、自分達の意思で戻ってきた仲間たちの助けを得て異魔神を倒した。
剣術はルナフレアから教わったカーメン流剣術を使用し、剣王となったキラの指導により、ロトの剣術に匹敵する程の腕前となる。剣は最初はカダルから貰った光の剣を使用。ジャガンによって破壊された後は、アリアハンに保管されていたオルテガの剣を譲り受ける。その後、ジパングでヤマタノオロチを封印していたオリハルコン製の聖なる龍の像をイズナと共に練成した王者の剣（通称：アルスの剣）を使用するようになる。アルスの剣は最終決戦の折、ミナデインの力が籠った一撃で異魔神のコアを撃破した際に折れた。鎧と盾はボルゴイが守り通した光の鎧と勇者の盾の各レプリカを使用。先のジャガン戦で破損するが、アリアハンの人々の手で改修された。その鎧と盾も異魔神との最終決戦で大破した。エピローグではアランから王者の剣、光の鎧、勇者の盾を託されており、盾はカーメンに残し、剣と鎧を纏い世界を巡る（完全版ではティーエも同行）。
カダルとの修行でライデインを会得してから、そちらを攻撃魔法のメインとする様になり、バラモスゾンビ戦ではマホステを会得。グノン戦ではミナデインを会得し、ジャガンとの3度目の戦いでギガデインを会得。ミナデインはグノン戦では、ポロンを経由して、アリアハンの人々の魔力を用いて使用。異魔神戦では、りゅうせいから生き残った戦士達（完全版では、アランとアステアも描かれた）とアリアハンやカーメンからの援軍から集めて使用。なお、ポロンの指導で魔法の使い方も上達した。
劇場版では7歳の頃の話が描かれ、当時のアルスは自分の出生を知らずに育った事もあってか、弱虫で勇者になる為の剣も魔法も真剣に打ち込めず、キラ達からもバカにされていたが、せみもぐら（ティーエ）救出やマンイーター事件を通じて、勇気に目覚める。最終的には初の魔法であるメラでマンイーターを倒し、キラと妖精たちを助け、妖精と人間の歩みにも繋げた。
アラン / 魔人王ジャガン
声 - まるたまり（コミックCD版）
ローラン王国の王子。生まれて間もなく魔王軍にローラン王国を滅ぼされ、自身も本来の名を授かる前に地上を支配する最強の魔王の名にして呪われた名でもある「ジャガン」を与えられてしまう。その後、魔王軍の英才教育により鬼（デーモン）兵団を率いる第四の魔王・魔人王ジャガンになるが、魔人の血に目覚めてもロトの血は失われる事なく、二つの血のせめぎ合いに苦悩している。性格は傍若無人にして残忍だが、魔人王となってなお体に流れ続けるロトの血の影響もあってか、決して加虐趣味的な性格ではない。戦いでは正々堂々を信条としており、無関係な人々を眠らせて戦いに巻き込まない様配慮したり、闇のオーブを守る聖双生児達を殺してしまわない様エビルディンの威力に手加減を加える等の一面も持っている。また、ジパングでアルスと戦った際にはアルスの成長を喜び、アルスから「違う出会い方をしていたら、僕たちは友になれたと思うか？」と問われた際には「かもしれん」と返答した。
表面上は異魔神に忠誠を誓っているが、自分の運命をもてあそぶ異魔神に強い怒りを抱いており、異魔神を含めた全ての者を自分の前にひれ伏させようという野心を抱いている。
勇者アレルの剣術と彼が身に着けていた伝説の武具（王者の剣、光の鎧、勇者の盾）はローラン王家に伝わっており、ロトの剣術をローラン戦士団との対決の中で会得し、ロトの武具は父・ローラン4世に勝利した事で入手するが、父の血と異魔神の血の呪いによって強化され、赤色に変わっている。ロトの力と魔人の力を併せ持ち、ライデイン以上の威力を持つ呪文、黒い稲妻エビルデインを得意とする。本気になると、父の放ったライデインで生じた身体の刻印が表面化し、魔人の力を最大限に発揮し、血を触手のように操って相手を拘束したり、千切れた腕を繋ぎ合わせるといった人間離れした能力を発揮し、相手の心臓を鷲掴みにして、相手に苦痛を与える幻を見せるという精神攻撃も使用。
魔人王戴冠式を終えた後、手始めに城塞化していたノアニールを陥落させた。グノン戦死後、アリアハンに赴き、アルスと交戦。圧倒的な実力差でアルスを倒す。ジパングでの再戦では、ケンオウとの修業でパワーアップしたアルスに翻弄された事から、魔人としての真の力を解放して対抗するも感情の高ぶりによって太刀筋が鈍っていた事もあり、修行の末に心身両面で成長を遂げていたアルスに敗北する。その直後にアステアが駆けつけた事でロトの紋章が全て揃いオメガルーラが発動するが、ジャガンの邪悪な心に反応し、彼だけが弾き飛ばされてしまった。
アルスに敗れ、オメガルーラからも弾かれた事で、魔王としても勇者としても居場所を無くしてしまったジャガンは、異魔神を服従させる為の脅しの道具として奪った闇のオーブを異魔神の眼前で破壊する。しかし、闇のオーブが異魔神の肉体を封じる器であった事を知らなかった為に結果的に封印を解く事になってしまい、復活した異魔神の肉体にロトの血を吸収されて命を落としてしまう。難を逃れ絶命した状態でフレイアから本来の名「アラン」とその命を移し与えられ、息を吹き返すものの、眼前で母を失うという筆舌に尽くしがたい悲しみを味わい、絶望する。父に続き、母までも自分の所為で失った怒りと悲しみをアルスとの勝負にぶつけるが、彼のギガデインの前に敗北。黄泉の国に立つ両親の魂の導きで魔の呪いから解放され、勇者に転生。ロトの武具も本来のブルーメタル色に戻った。
無愛想な性格は変わらず、打倒異魔神も正義や平和の為ではなく、亡き両親の想いに応える為と復讐の為。だが、不器用かつ正論ながらも気遣いを見せる様にもなる。復活直後は勇者と呼ばれる事に抵抗を感じていたが、異魔神に吸収されそうになったアルスを庇った際、自ら勇者アランを名乗る様になった。異魔神との最初の戦いではアストロンを使用し、次の戦闘までにはギガデインを会得した。異魔神にロトの血を吸収された事で髪の色は銀に変色したが、異魔神からロトの血を奪い返した事で本来の黒い髪に戻った。
『Returns』では主人公の1人を担当。魔人王になる前はゴルゴナやグノンから「カーメンの王子の代用品」と陰口を叩かれたり、リルパから命や両親を教えられた事から興味を抱く姿を見せていた。魔人王になった後は、三魔王を圧倒する力を見せ、自分に苦しみを与えた者たち全てに復讐を誓う様になる。
後にアステアと結婚するが、そのぶっきらぼうな物言いの為か、最初はやや折り合いが悪かった。
アステア
ラダトームの王女。死産とされ、匿われていた勇者ロトの第三子で長女フローラの血を引いており、闇のオーブを守り続けていた。女性を先祖に持つ故か、中性的な顔つきをしており、髪の色もアルスやアランのように黒ではなく桃色。穏やか且つ冷静沈着で喋り方も高貴な感じを出している。1人で戦ってきた為、1人で背負い込んでしまうところがあったが、アルスのお陰で1人で背負う重さから解放された。
ラダトーム城が陥落した後、闇のオーブを偽物とすり替え、本物を聖域に封印する為に地上世界に赴いた。アルスに会う為にアリアハンへ向かうが、すれ違いとなった為、今度はジパングへ向かい、そこでアルスとジャガンと出会い、2人の戦いを止めた。その後、アルスの協力を得て、ラーミアの卵が置かれていた聖域に闇のオーブを封印。自身のロトの紋章をアルスに託し、ルーラでアレフガルドに帰還した。アレフガルド帰還後はレジスタンスを結成し、ラダトーム城の奪還に成功。その直後、闇のオーロラがアレフガルドにも発生した事から、異魔神の復活を知り、異魔神に対抗する為の光の玉を取りに行き、竜王とも和解。彼からジャガンがアランに転生した事も聞かされ、レジスタンスと共に地上に赴き、アルス一行と合流した。
呪文はバギクロスやフバーハ等の他、アルスと同じライデインやギガデイン等の勇者の呪文を使用。ロトの紋章以外は特別な装備は所持していない。
一人称は「僕」だが、ジパングに姿を見せた時、初めて一人称を使った際には「私」と言っていた（完全版では「ぼく」に修正されている）。
『Returns』では主人公の1人を担当。ラダトーム第一王女、つまりは女性であった事が判明。兄にして、ラダトーム第一王子のアロイスに守られながらも、自身も戦う事を望んでおり、剣術やライデインも身に付けていた。兄が戦死した後、ロトの紋章を受け継ぎ、戦いが終わるまで女である事を捨て、おさげも切り落とし、一人称も「私」ではなくした。
後にアランと結婚し、アレフガルドとラダトームの復興に力を入れる。

### 3人の聖戦士ケンオウ
剣王キラ
声 - 鈴木みえ（コミックCD版） / 山口勝平（劇場アニメ版）
6代目剣王。アルスと共に育った親友で3つ上の兄貴分。おっちょこちょいで、お調子者だが、友情に厚い。最初は短髪だったが、剣王の里に足を運んだ際には長髪になっている。父・ギランと共に各地を旅していたが、アルスと出会った後は仙人の里で暮らし始める。アルスと共にルナフレアに剣の稽古を付けてもらい、剣王になれる器の証「車輪眼」を持っている事に気付いたカダルからも指導を受けた。実兄サーバインとの対決を経て、自身の出生の秘密を知る。一人称は「オイラ」だが、第2話の冒頭、第41話でのリハクとの言い争い、第85話で異魔神に攻撃が通じなかった際には「俺」を使っている（完全版では「オイラ」に修正）。ジパングからヤオに恋心を抱く様になる。
剣王が使用する剣術は呪われた武具を自在に操り、斬りつけた傷口が絶対に塞がらない幻魔剣。しかしながら、基本的に幻魔剣の効果は傷を負った部位を肉体から切り離す事で無効化されるという欠点があり、有効な戦果が得られたのは習得して初めての戦いである獣魔将軍リカンタス戦のみで、以降は衝撃波を伴う斬撃技で戦う事が殆どであった。
自身が剣王である事を知ったキラは、サーバインとの戦いの後アルスと別れ、自分の生まれ故郷である剣王の里跡地を訪ねる。そこで、子供時代に戻り剣王の里の民と父から幻魔剣の修行を受け、剣王震空呀を覚えた事で剣王として認められる。また、父ロートシルトから生きている鎧「ブラックシーザー」を譲り受けた。その後、剣王として、アリアハンで獣王と戦うアルスの下に駆け付け、以後は共に旅を続ける。ジャガンとの最初の戦いの後、アルスを指導し、アルスの剣術を向上させた。その為、アルスはロトの剣術を駆使するジャガンと剣術でも互角の腕前を持つ様になった。
復活した異魔神との戦いに於いて、アルスから解散命令を出され、アルスの優しさと彼と共に最後まで戦い気持ちに板挟みになりながらも戦場を跡にして拳王の里を訪れ、ヤオと結婚する。だが、アルスと共に戦いたい思いを諦めきれず、ヤオと共に戦線復帰を決意し駆けつける。異魔神との最終決戦では、異魔神の翼を切り落とし、ブラックシーザー完全態を纏って、ヤオとの夫婦タッグを披露。最後に駆けつけたポロンのマダンテを成功させるべく、自らを犠牲にしたが、復活した世界樹の力で蘇生する。
カダルとの蜃気楼の塔で修行後に渡された「隼の剣」を最後まで使用していた。隼の剣は幻魔剣として強化するために呪いをかけられたが、具体的にどのような呪いなのかは不明。隼の剣の効果により、剣王震空呀も二重になっていた。
劇場版では、仙人の里の子供達のリーダー的存在のガキ大将として描かれ、アルスの事をバカにしているが、自身も実際は臆病だった。せみもぐら（ティーエ）を逃がしたアルスに対し、「祠に生息している君影草を獲りに行く」肝試しを挑み、その最中に、マンイーターに捕まってしまうが、アルスに助けられ、彼の事を見直し、和解する。
拳王ヤオ
5代目拳王。真面目で礼儀正しく、気の強さと優しさを併せ持つ。唯一の弱点は蛇。幼い頃に出身地である拳王の里がサーバインの襲撃により滅ぼされて里の仲間と両親を失い、唯一の拳王継承者となる。
一族の仇を討つため、祖父・ファンと大道芸をしながら世界中を旅していた。アッサラームに滞在中に偶然やってきていたアルスやキラと運命の出会いを果たし、彼らと協力して仇敵サーバインと戦い、故郷の人々の仇を討った。復讐を終えた後は、拳王の使命を全うすべくアルスの仲間となる。ジパングからキラとは互いを異性として意識し合う様になるが、魔王軍との戦いが終わるまで待ってほしいと告げる。
復活した異魔神との戦いに於いて、アルスから解散命令を出され、キラと共に拳王の里に帰郷。キラと結婚し、新婚生活を送っていたが、ピエタとの再会を機に戦線復帰。異魔神との最終決戦では、キラとの夫婦タッグで戦うが通用せず、最後に駆けつけたポロンのマダンテを成功させるべく、自らを犠牲にしたが、復活した世界樹の力で蘇生する。
武闘家である為、体術に優れ、気を自在に操る波動拳を駆使する。
初登場時はおかっぱ頭だったが、髪が伸びた後は髪を結ぶ様になり、王者の剣入手後は髪を下ろすようになった。キラと結婚した後は、お団子ヘアー（シニヨン）も披露。
賢王ポロン / ノロップ
2代目賢王。カダルと直接的な血の繋がりがないにも関わらず、外見は少年時代のカダルに酷似しており、陽気で、おちゃらけた性格も似ているが、カダルに比べるとやや感情的で幼い。
カダルの弟子の僧侶ボルクを父に、魔法使いレナスを母に持ち、自身も幼い頃にカダルに賢者としての資質を評価されていた。しかし、両親はテドンの村を守る為にメガンテを使って命を落としてしまい、その一件が「平和や人々の為に戦う運命」という柵に対する忌避感と戦いへの恐怖心をポロンに与え、彼を遊び人としての道を歩ませる事になった。
流星化したカダルの最後の秘術によって、彼の知識と魔力の全てを受け継いだが、カダルの流星と激突したショックで仮死状態となり、意識を取り戻した際には衝突の際の記憶が失われており、葬儀の真っ最中で棺の中に押し込められていた。この状況を上手く利用して、村を出て「伝説の遊び人ポロン」を名乗る様になる。カダルが宿った事で、モンスターの声が解る様にもなり、暴れドラキー、はぐれスライム、見習いゴーストを仲間にもした。資金稼ぎの為にネクロゴンドの洞窟に入った際、アルス一行と出会い、強引に加入。アリアハンでのゴールドオーク戦後、自身が「ノロップ」である事を知られ、カダルのサークレットを被った事で失っていた記憶も取り戻し、自身の宿命を受け入れ、遊び人の衣装や道具を川に捨てた。遊び人時代は、癇癪玉を撃つパチンコやブーメラン等を武器として戦っていた。合体呪文バギラやバイバーハを無意識状態で使用する事もあったが、その事を本人は全く覚えていなかった。
記憶を取り戻しながらも魔法を使えずにいたが、アリアハンでの獣兵団との戦いの際に、タルキンや仲間モンスター達の死を目の当たりにした事で、覚醒を果たし、額の第三の目が開眼した。ジャガン戦でエビルデインを受けた衝撃から第三の目を失ってしまうが、蜃気楼の塔の修業で悟りの書を読み、賢王としての能力を完全に開花させた。なお、第三の目は、ファンタム・ゾーンにおいて、術者（ジャガン）のいる場所を見つけ出すのにも役立っている。
最終決戦では復活した異魔神への恐怖から一度は戦線を離脱するが、サクヤとカミーロのおかげで戦意を取り戻し、カダルですら成し得なかった究極合体呪文マダンテを完成させた。キラとヤオの捨て身の行動で異魔神にマダンテを直撃させてダメージを与える事に成功しながらも、力尽きてしまう（完全版では事切れる前に、アルスにミナデインを使う様に助言している）が、復活した世界樹の力で蘇生。ただし、第三の目は失われていた。その後、サクヤと結婚するが、結婚式直前に逃げ出そうとする。なお、青年の姿はカダルにより近くなっている。
遊び人から賢者になるという設定は、ゲーム『ドラゴンクエストIII そして伝説へ…』で特殊に位置付けられたシステムに倣ったものである。

### カーメン城
ルナフレア
声 - 水谷優子（コミックCD版） / 冬馬由美（劇場アニメ版）
カーメン騎士団長ボルゴイの娘で、カーメン流二刀剣術「霞の小太刀」の使い手。
老師タルキンと共に赤ん坊のアルスを滅びゆくカーメン城から脱出させて以降、彼の親代わりの1人となる。母を知らずに育ったため、性格は基本的に男勝りで強気だが女性らしい優しさも持つ。アルスとキラにとっては最初の剣術の師匠であり、姉のような存在。剣の腕前は、実際に交戦したサーバインやアルスの剣術を見たジャガンからも高く評価された。
アッサラームで魔剣ネクロスに支配されたキラの兄・剣王サーバインと戦い、共に戦っていたギラン共々、幻魔剣の傷を受けてしまう。傷が塞がらず出血も酷い中で、アルスとタルキンに連れられ、教会に赴き、アルスの無事を精霊ルビスに祈りながら力尽きる。死後、亡骸はアッサラームに埋葬され、遺髪と光の指輪はアルスを通じて、父・ボルゴイの手に渡った。
アルスの仲間で最初の戦死者となったルナフレアだがバラモスゾンビ戦では光の指輪を介して、アルスに助力し、アルス一行の船に名が与えられ、ジャガンとの戦いで命を落としたアルスがアケロンの河に来た際には、アルスに生きる意思を取り戻させると、死後もアルスたちの支えとして生き続けた。
劇場版では、剣術において、アルスを厳しく指導しながらも、日常に於いては、アルスを思いやる優しさも見せた。アルスがマンイーター退治で使用した剣は、ルナフレアのもの。
老師タルキン
声 - 仲木隆司（コミックCD版） / 千葉耕市（劇場アニメ版）
元カーメン王国の大神官。
ルナフレアと共に赤ん坊のアルスを滅びゆくカーメン城から脱出させて以降、親代わりとなって、イシスの隠れ家でアルスを育てた。少々スケベで調子に乗りやすいが温和な物腰の好々爺。アルスに対しては孫の様な感情も抱く。ヤオ同様に衣装がよく変わっていた。アッサラームでは獣車を5000ゴールドで購入したり、後述のテドンでのルナフレア号の進水式の際にはカミーロに｢感謝の気持ち｣として大量の大粒の宝石を渡す等、妙に羽振りが良い。
アッサラームに於いて、ルナフレアが戦死、ギランは療養、タオも付き添いに残った事から、アルス一行で唯一の大人となり、まだ子供のアルス達の大きな支えとなる。
魔法系統の能力は高く、僧侶系の呪文であるホイミ系やバギ系だけでなく、メラ系やヒャド系の呪文をも使いこなす。加齢を理由に回復呪文はベホイミが精一杯と語っていたが、獣兵団との戦いではベホマも使用。ポロンが賢王として覚醒するまで、パーティにおける魔法使いの役目を一手に引き受けていた。反面、老齢故に格闘戦は苦手で体力が保たない。
獣王グノンの放つモンスターの大群相手に奮闘するが、ついに進退窮まったところで覚悟を決め、アルス達を救う為にグノンに対し、メガンテを放ち、残っていたモンスター達もろとも塵となるもグノンには通用しなかった。しかし、タルキンの行動は、ポロンの覚醒とアリアハンの住人たちの決起に繋がった。戦闘終了後、アルス一行とアリアハンの住人たちの手で葬儀が行われ、ルイーダの酒場には、タルキンや彼と同じく戦死したポロンの子分達の絵も飾られた。
彼の魂もルナフレアと同じ様にアケロンの河に留まっており、彼女と共にアルスに生きる意思を取り戻させた。
劇場版では、アルスに魔法の指導を行い、魔法を使う心構えを説いた。マンイーター事件で成長したアルスの姿を見た際には「ロトの勇者」と呟く。
ボルゴイ
声 - 笹岡繁蔵（コミックCD版）
元カーメン騎士団長でルナフレアの父。
カーメン王の異変にいち早く気付き、ルナフレアと共にアルスを救出するも魔物を食い止める為に自らは城に残り、カーメン兵の亡霊と共にカーメン城を守っていた。凄まじい激闘の末に失明してしまったが剣の腕は衰えていない。
娘ルナフレアの死については武人の務めと割り切る素振りを見せていたが、夜更けに人知れず、涙を流していた。
最終決戦に義勇軍を集めて参加。異魔神撃破後、世界樹が世界中に散らせた花弁の蘇生効力により視力が回復した。
カーメン4世
カーメン王国国王にしてアルスの父親。
戦いでは自ら先頭に立つ勇猛な王だったが、アルスが生まれる前に魔物に入れ替わられてしまい、行方不明になる。
エピローグにて、王妃と共に戻って来れた事が確認された。完全版では記憶と姿を奪われ、魔物に変えられてリルパの元に留まっていた事が明らかになり、最終決戦終了直後に元の姿に戻り、アルスと初めての対面をする。
ローザ
アルスの母親でカーメン王妃。
生まれたばかりの息子に邪悪な名が授けられようとした刹那に割って入り、聖なる名「アルス」を名付ける。その直後にバシルーラで異次元に飛ばされてしまう。その後は、夫のカーメン4世同様に記憶と姿を奪われ、リルパと行動を共にしていたが、最終決戦終了直後に元の姿に戻り、アルスとの再会を果たした。
カーメン騎士団
カーメン城を守る騎士団。
魔物たちとの戦闘で全滅するが、死してなお亡霊となってカーメン城に留まり、不死身の騎士団として魔物たちを退けてきた。
剣だけではなく、メラなどの初級攻撃呪文も使用出来る。亡霊である為武器や魔法はすり抜けてしまい、邪悪な意志ではない為ニフラムも無効化する。
ゴルゴナに蘇らされたバラモスの攻撃によって消滅してしまうが、冥界でアルスを守り、光の指輪に導かれ昇天していった。

### ローラン城
フレイア
アラン（ジャガン）の母。自身もロトの血を引いており、ローラン王とはいとこ同士。ローラン城、陥落後、地下牢に幽閉されていた。我が子を救う為に生き続ける事を決意しながらも、希望を失い、視力も低下してしまう。そんな中、リルパの導きでアルスと出会い、彼の説得で希望を取り戻す。自分の命と引き換えにジャガンを復活させ、アランの名を与えた後に消滅する。アルスとの最後の決闘に敗れたジャガンの前に現れた際には、ローラン王と共に、ジャガンからアランへの転生を見届けた。
ローラン4世
アラン（ジャガン）の父。魔人王戴冠式でロトの武具を纏い、ジャガンと戦い、最初は優位に立っていたが、ジャガンが自分の息子だと気付いた事で生まれた隙と、ジャガンの血を操る能力の前に敗れ、頭を斬られて死亡する。直後、ジャガンは異魔神から相手が自分の実父である事を知らされ、父の血でロトの武具は赤く染まり、呪われた武具となる。ジャガンはこの出来事を「血塗られたロトの伝説」や「魔人王の儀」と称し、ジパングでアルスと戦った際に語って聞かせた。
異魔神に命を吸収されたジャガンがアケロンの河を訪れた際に姿を現し、ジャガンに友（アルス）が待っている事を告げ、アルスとの最後の決闘に敗れたジャガンが二度目の来訪をした際には血塗られた道を歩んできた息子の全てを許し、異魔神の呪いから解き放った。
『Returns』において、ローラン城陥落後フレイアと共に地下牢に幽閉され、フレイア解放を条件にジャガンと戦うも、ゴルゴナが用意した仮面の効果でジャガンをモンスターと錯覚していた事が判明した。
ローラン騎士団
ロトの剣術を受け継ぐローラン城の騎士団。ローラン城陥落後は自我を奪われた状態で、ジャガンにロトの剣術を覚えさせる為の訓練相手として利用される。最初の訓練では、モンスター相手に負け無しだった事で自惚れていたジャガンに圧勝。初めての屈辱を味わったジャガンは気持ちを引き締め、訓練を続け、ローラン騎士団に勝利するが、ロトの血の影響から騎士団にトドメを刺せなかった。
リルパ
ローラン城に住む雌のリリパット。魔王軍の一員ではあるが、異魔神のやり方には疑念を持っている。フレイアをアルスに会わせて牢から逃がす。その後、秘密の地下室に身を潜め、ローラン城崩壊から生き延び、志を同じくする魔物達と共に異魔神への反乱軍を結成し、アステア達に同行する。ジャガンが幼い頃は彼の養育係を務めており、ジャガンもリルパには僅かながらに心許していた。子持ち。エピローグのカーメン城でのポロンとサクヤの結婚式にも出席している。

### ラダトーム城
フローラ
勇者アレルの子、ローランとカーメンに続く、3人目のロトの子孫。
ラダトーム城地下の聖域を守るため、表向きでは死産として処理され、世間の目から完全に隔離されていた。
後に子孫のアロイスとアステアを儲ける事になる。

### アリアハン
ルイーダ
ルイーダの酒場を経営する姉御肌な女性。勇者ロトに聖戦士を紹介した初代ルイーダより数えて5代目。
アリアハンの衰退振りに失望しきっており、アルス一行が訪れた直後は彼らが勇者一行だという事を信用しなかったが、聖戦士であるヤオの実力やアルスの持つロトの紋章を見て真実であることを悟り、嬉し涙を流した。アルスを人質として差し出す様要求しにやって来た街人達に対し、啖呵を切って天罰の杖を振りかざして立ちはだかったり、独りでアルス達の救援に向かおうとする等、威勢の良さと勇猛さも併せ持つ。
店も国も活気を失ってしまったものの、冒険者を支える酒場のおかみとしての心意気は健在であり、勇敢なる冒険者達には協力を惜しまない。特に勇者ロトと聖戦士の末裔及びその関係者には大きな希望を抱いており、アルス達を匿ったり、牢屋に閉じ込められたタルキン達を助ける等して一行を支えた。アルスに対しては息子の様な思いを抱く。意外とグラマー。ロト記念館を管理しており、ジャガン戦後に収蔵品の中からアルスにオルテガの剣を、ティーエにタイターンの針を譲っている。
グノンとの決戦や異魔神との最終決戦では、マムル、アスリーン、チノン、アリアハン軍と共にアルスの救援に駆けつける。
マムル
アスリーンの兄で6歳。両親を魔物に殺され、仇を討つ為に勇者を志している。
アリアハンの城下町でポロンが率いる仲間モンスターとの経緯で妹と共にポロンの弟子となる。ゴールドオーク戦では、身を挺して、妹を守る姿を見せる。彼ら兄妹との交流は両親の死のトラウマから理解しようとしなかった「誰かを守りたい心」をポロンに理解させることにも繋がった。アルス一行がジパングに旅立った直後、アリアハンを訪れたアステアと邂逅している。
アスリーン
マムルの妹で3歳。いつも一緒にいる兄と同じく、勇者を志しているが、喋り方は年相応に幼い。
ノバァクの命令でアリアハン城の牢屋に閉じ込められたポロンたちの救出に赴いた際には、マムルと共に鎧兵士に変装した。
なお、マムルとアスリーンの兄妹は『ドラゴンクエストV 天空の花嫁』の主人公とビアンカの幼年時代がモデルとなっている。
チノン
マムルとアスリーンの祖母。若い頃は冒険者で、ルイーダの酒場にも登録されていた程。老いた今でもフバーハを使いこなす等高い魔法力を持つ。
アルスとアステアがレイアムランドの聖域に闇のオーブを封印に向かう事にした際、彼らに協力。自身のルーラでレイアムランドに連れて行き、封印まで同行した。
ノバァク13世
アリアハンの王。臆病な性格で、魔王軍と決して戦わない政策を決定し、アリアハンが寂れる直接の原因を作った。
グノンにアルスを引き渡す様に脅され、言われるままに応じてしまうが、タルキンの一喝と10万匹の獣兵団と勇敢に戦うアルス一行の姿に心が揺さぶられていき、タルキンの死を切っ掛けに勇気を取り戻し、アリアハン城の全ての男達を連れてアルスの救援に向かった。戦闘終了後は、アルス一行に頭を下げ、タルキンの葬儀を開き、アルスの装備やルナフレア号の補修といった、支援を見せる。最終決戦にも兵を連れて出陣した。
初代ルイーダ
外伝編「ここより永遠に…」に登場。ルイーダの酒場の初代店主。後の5代目同様に威勢の良さと勇猛さを併せ持ち、店内に現れたデスストーカーとの戦いでは、登録者たちが逃げ出す中、戦士でないにも関わらず果敢に立ち向かった。
登録にやって来た見習い僧侶時代のカダルの未熟さを馬鹿にして取り合わなかったが、デスストーカー戦でカダルが勇敢に立ち向かい勝利に献身した事で登録を許可した。
本編ではルイーダの酒場に飾られているタペストリーの中に登場。

### ジパング
イヨ
ジパングの若き女王。神仙術の使い手で、扇を使った技を使い、旋風で敵を切り刻む。雨を呼ぶ事も可能。
女王としての使命と責任は自覚しているが、一方で自由な生き方への憧れや未練といった感情も捨て去れずにいる。アルスに対して憧れに似た好意を抱く。
最終決戦ではイズナたちを率いて参戦。異魔神戦では異魔神の高密度魔法言語たつまきに巻き込まれたパーティを救うが、直後に異魔神が放った光線で心臓を貫かれて即死。戦闘終了後、世界樹の力で復活する。
エピローグでは、正式に結ばれたイズナを連れて、ポロンとサクヤの結婚式に足を運ぶ。
イズナ
イヨの婚約者であり、錬金術師リハクの弟子。一人称は「私」だが、第79話では「俺」を使っていた（完全版では修正）。神仙術の使い手で、札を武器に使う。神仙術の使い手や高貴な身分である事のプライドからか、自国以外の人間を見下している所があったが、アルス一行との交流を通じて、態度を改めていった。
イヨに好意を寄せられているアルスに対して強い嫉妬心と敵愾心を抱き、負傷したリハクに代わり、アルスのために王者の剣を作る事になった際には、アルスに面と向かって、その胸の内を打ち明け「お前が嫌いだ」とまで言い切ったが、アルスの人柄を認めている事も自覚。邪念を取り払い、アルスと共に王者の剣を完成させた。この一件後、イヨから期待と発破を掛けられ、イヨの心を自分で一杯にしてみせると宣言した（リハクからは尻に敷かれるのが目に見えると言われる）。
最終決戦では、アルスから譲られたオルテガの剣を自ら鍛え直した鬼刃ムラサメを手にして参戦。この頃には、アルスに殿を付ける等、敬意を表する対象として見ていた。異魔神にイヨの命を奪われたことに激高し、ムラサメで異魔神の右腕を切り落とし、身体を貫く等初めて傷を負わせたものの、異魔神の反撃で身体中の骨を粉砕され重傷を負わされる。その後、アルスを神仙術でサポートして一撃を加えさせる事に成功するも、その事に気付いた異魔神にムラサメを突き立てられトドメを刺される。戦闘終了後、世界樹の力で復活する。
リハク
錬金術師。勇者ロトに王者の剣を作った錬金術師ムラクの子孫。錬金術師という称号に誇りを持っており、鍛冶師と呼ばれるのを強く嫌う。錬成用のハンマーは武器としても用いる。イヨの側近兼お目付け役でもあり、幼い頃のイヨからは「じい」と呼ばれていた。アルスの為にオリハルコンで剣を作り上げようとするが、魔州湖に向かう際に負傷した為弟子のイズナに託し、彼が作り上げた王者の剣を見て、イズナが既に自分を超えていた事を知る。
サクヤ
ジパングに住む少女。国中の女性がアルスをちやほやする中、唯一、ポロンに好意を抱く。ポロンの事を自分にとっての唯一の勇者だと信じており、異魔神を恐れ戦いから逃げたポロンを叱責した。
異魔神を倒した後はポロンと結婚する。
コロポックル
エッゾに住む7人の妖精。聖域である魔州湖を守っている。仲間達とはぐれたティーエと仲良くなる。人間嫌いだが、神仙術を教えてくれた錬金術師ムラクを尊敬しており、リハクやイズナに対しても同様に尊敬の念を抱いている。アルス一行とも親しくなった。別れ際に、ティーエに渡した、ムラクのお札（世界樹の種が入っている）は最終決戦で重要な役割を果たす事になる。
7人の名前はセツハヤ（やや長髪の青年）・キアヌ（若い女性）・イコリカヤニ（短髪で目の細い青年）・チリ（幼い男児）・カンナリメ（長い白髪の老人）・ウェルマ（太った中年女性）・ササクテ（眼鏡を掛けた中年男性）。

### 各地の仲間たち
ティーエ
声 - 鶴ひろみ（コミックCD版） / 三石琴乃（劇場アニメ版）
仙人の里に住む小妖精（スプライト）。植物の生長を促す力を持つ。感情豊かなお転婆だが、勇敢な性格。アルスの事が大好きだが、キラやポロンに対しては手厳しいツッコミを入れる事が多い。髪型はテドンに立ち寄って以降はポニーテールになる。
武器はアッサラームからは縫い針の剣、アリアハンからは刺した物体に命を吹き込む、タイターンの針を装備する。
妖精という事で非力な為、その小ささと飛行能力を活かしての偵察を主に担っているが、アッサラームでの戦いではアームライオンに一撃を見舞おうと非力ながらも立ち向かい、サーバインを撹乱して追い詰められたキラを救おうとしたり、ヤマタノオロチとの一戦ではタイターンの針の効果を状況打破に役立てるべくアルスと共にオロチの体内に飛び込む等、小さな体に大きな勇気を秘めており、他のメンバーに劣らぬ活躍を見せている。
最終回では、ルビスの掌の中にいるシーンのみが描かれただけだったが、完全版に於いて、精霊ルビスの化身（当人も知らずにいた）である事が明かされた。ルビスの復活と共に肉体が抜け殻と化すも、アルスの願いを聞き遂げたルビスに魂の一部を分け与えられた事で蘇った。また、アルスが一人でカーメン城を見下ろしていたラストシーンも加筆され、彼の傍らを飛ぶティーエの姿が見られる。
劇場版では、アルスやキラとの出会いが描かれ、当時の妖精達は人間を恐れ、存在を隠しながら生活していたが、マンイーターの所為で命の糧である君影草が枯れていく事態に陥っていた。そんな中、ティーエはキラ達に、せみもぐらと間違われて捕まってしまうが、アルスに助けられた後、妖精の住処に現れたアルスを擁護し、彼と共にマンイーター退治に向かった。キラに対しては、せみもぐらの一件から快く思っておらず、キラがマンイーターに捕まっても心配はせず見捨てようとした。なお、本編では髪の色は金髪だが、劇場版では緑色になっており、髪も短かった。
タオ導師
声 - 西川幾雄（コミックCD版） / 槐柳二（劇場アニメ版）
仙人の里の長老。好々爺な外見からタルキンと年齢が変わらないように見えるが、既に1万年以上生きている。
その正体は超古代に栄えたムー帝国の支配者（太陽王ラ・ムー）。冥王ゴルゴナは弟にあたる。異魔神によって国を崩壊に追いやった（正確にはそれを止められなかった）事に自責の念を感じ、その贖罪としてルビスの要請を受け入れ石化、人知れぬ樹海の奥で1万2000年もの間眠り続けた。100年前にルビスが封印された事で石化から解放され、世界を巡る（結果的に勇者アレルの足跡を追う事になる）。ゾーマが倒されギアガの大穴が閉じられた為にアレフガルドへ向かう事が不可能になり、以後はイシスの隠れ里にて隠遁生活を送る。
かつて、超魔法と科学で栄えた文明の指導者だっただけあり、神仙術の起源となった強力な術法に加え、ニフラーヤも使用できる。ゴルゴナと戦うまで、浮遊とニフラーヤ以外の力を隠していた。竜の女王の城を訪れた事もあり、その際、竜の杖を託される。
ギランの看病の為に一時離脱するが、闇のオーロラを見た事から活動を再開し、ゴルゴナや異魔神との永年の因縁に決着を付けるべく、アルスたちに合流。ゴルゴナにトドメを刺した後、人間の心を取り戻せずに死んでいった彼を哀れみつつ、今でも変わらずに弟だと思い続けているという複雑な胸の内を吐露した。
最終決戦において、竜王と対面した際には、彼のルーツを教え、竜の杖も返却した。異魔神戦では幻の月の内、2つをニフラーヤで浄化するも、異魔神の光線で3つ目の月ごと消されてしまう。戦闘終了後、光に包まれながら姿を消した。完全版において、世界樹の力で蘇生するも、ルビスの世界復興を手伝うべく、不死なる精霊となって旅立ったことが判明。
劇場版では、仙人の里の結界が弱まっている事から、子供たちに祠遊びを禁じていた。
ギラン
声 - 幹本雄之（コミックCD版） / 堀之紀（劇場アニメ版）
イシスの砂海を仕切る砂船乗りでキラの養父。好色だが腕の立つ剣士。元々は金の為なら世界のどこへでも赴く密輸商人だったが、剣王の里近くで瀕死のヘザーから赤子だったキラを託され、それ以降、出生の秘密を隠してキラを息子として育てる。キラからは「父ちゃん」と呼ばれているが、第3話では「父さん」第8話では「親父」とも呼ばれていた（完全版では、どちらも「父ちゃん」に修正）。サーバインの幻魔剣で瀕死の重傷を負わされるが、ファンの気功術によって一命を取り留め、飛行船団を率いて最終決戦に参加する。
劇場版では、せみもぐら（ティーエ）救出に赴いたアルスの所為で一度は起床するコミカルなシーンや肝試しで行方不明になったキラを探しに行くシーンが描かれた。
ファン
拳王の里の生き残りで、ヤオの祖父。ヤオ同様に波動拳を使用できる。ヤオと共に旅をしていたが、ギランの治療のためにアッサラームに残る。最終決戦にも参戦した。
イシス恋の遁走曲では、借金をしていた事が判明。
ピエタ
星降る腕輪を持っていたエルフの少年。ノアニールの隠れ里に住んでいたが、魔人王の出現と共に里を追われる。その後、腕輪を聖戦士に託す事を夢見ながら暮らしていた。エルフに化けたアルス一行に星降る腕輪を譲るよう持ちかけられたのをいい事に、一行を騙して大金をせしめようと目論むが、トリックを見破ったタルキンに裏をかかれ、不本意ながらも腕輪を譲る事になる。はじめは人間に騙された事で深く落ち込んでいたが、ヤオが腕輪を譲りたいと願っていた聖戦士その人であった事を知って感激した。最終決戦前には、ピラミッドで手に入れた黄金の爪をヤオに渡す為に剣王の里を訪れ、再び戦いに戻るよう促してヤオたちを奮起させた。
初登場時には名前が出ておらず、再登場前のマップで「エラン」という名前が書かれた事がある。
ミルフィーユ、メルヴェーユ
ラーミアの卵を守っていた伝説の聖双生児。外見は小人だが、長寿であり、封印が解けかかった闇のオーブを再封印できる程の力を持つ。ミルフィーユは右目、メルヴェーユは左目が髪で隠れている。
アステアに闇のオーブの封印と管理を任されるもジャガンに敗れ、闇のオーブを奪われてしまう。その際、彼が背負う怒りと悲しみを知り、彼の魂が救われる様、ルビスに祈りを捧げた。
ロートシルト
第4代剣王でサーバインとキラの父。豪快な性格で大酒呑みだが、剣の修業に関しては厳しい。
サーバインの術によって一時的に冥界から復活し、サーバインと共に剣王の里を訪れたキラに幻魔剣を教えた。
ヘザー
ロートシルトの妻でサーバインとキラの母親。ネクロスに支配されたサーバインが剣王の里を襲った際、瀕死の重傷を負いながらも機転を利かせてキラを守り逃亡、ギランに幼い息子を託して息絶えた。
ロートシルトと共に一時的に現世に戻った際には、キラに家族の暖かさを教えた。
ボルク
カダルに師事していた僧侶で、ノロップ（ポロン）の父親。妻と2人でテドンを魔物の手から守っていたが、マホトラを使う魔物達の前に進退窮まった末、やむなくメガンテを使用、魔物達を道連れに死亡した。
レナス
カダルに師事していた魔法使いで、ノロップ（ポロン）の母親。町を守るべく夫と共に戦い、メガンテで死亡した。
カミーロ
ノロップ（ポロン）の祖父で船大工。悪戯好きでがめつい性格の老人。村が活気を失って寂れていた事と、孫のノロップを失った事でやる気を失い飲んだくれていたが、孫が生きているということを知って活力を取り戻し、切っ掛けを与えてくれたアルス達の為に無償でルナフレア号を造った。物語の終盤では、異魔神に怖じ気付いていたポロンを死にゆく振りをして叱咤激励し、再び戦いの場へと送り出した。
はぐれスライム、暴れドラキー、見習いゴースト
ポロンが遊び人として旅立った直後、仲間になったモンスター達。力は弱いもののポロンや仲間達が命の危機に陥った時には勇敢に立ち向かう気概を持つ。しかし、人間同様にスケベな面も持ち、アリアハンへの航海中にポロンが変化の杖であぶない水着を着たヤオに変身、それを見て鼻血を吹き出していた。
グノン戦に於いては、タルキンがメガンテで果てた後、ポロンたちを守るべく、グノンに挑むが、力及ばず、暴れドラキーと見習いゴーストはハーケンで切り裂かれ、はぐれスライムは握り潰されてしまう。しかし、彼らの行動と死は、ポロンを真の賢王へと覚醒させる最後のトリガーとなった。グノン戦後、ポロンの頼みでタルキンと共に手厚く弔われる。
ジャガン戦でアルスが命を落とした際にはルナフレアやタルキンとともにアケロンの河にて登場し、現実世界に戻るアルスを笑顔で見送っていた。
精霊ルビス
善の神と呼ぶべき存在で、本作から1万2000年前に、異魔神の精神をオメガルーラで宇宙の彼方へ追放した。その後、タオに異魔神の復活を阻止する役目を与え、石化させた上で封印する。しかし大魔王ゾーマによってルビスが石に変えられてしまった為、タオの封印は予定よりも早く解けてしまった。

### ロトとその仲間
アレル
ロトの称号を得た勇者。アルスの祖先にあたる。戦士フルカス、武闘家フォン、賢者カダルと共にゾーマを倒す。3人の子を儲け、それぞれの血脈はカーメン王国とローラン王国、ラダトーム王国に受け継がれている。彼の足跡を追ったタオ導師曰く「勇者の中の勇者」である。
カダル
声 - 関俊彦（コミックCD版）
かつて勇者ロトと共に大魔王ゾーマと戦った大賢者。元の職業は僧侶。当初はバギさえまともに扱えない落ちこぼれで、ルイーダの酒場でも嘲笑の的となった。しかしその直後の偽フルカス騒動で勇敢に戦い、苦手だったバギを成功させて騒動の収束に献身した功績からルイーダに登録を認められる。
『Returns』の主演エピソードによるとゾーマとの戦いの暫く後にスーの村の女性マナと結婚したが（アレル、フルカス、フォンも結婚式に出席した）、異魔神復活を企むゴルゴナを阻止する戦いが元で先立たれている。なお、この戦いに於いてマナと共に放った魔法をヒントに、二つの呪文が同時に作用する事の重要性を強く認識し、そこから着想を得て合体呪文を編み出した。
賢者になった時の契約により子供が出来ない体となった為、100年前にゾーマが残した予言に備えて仲間たちと交わした誓いを成就させる為に時の砂の呪文によって若返りを繰り返す事で生き長らえ、自分を受け継ぐ者が現れるのを待っていた（なお、作品中においてカダルが賢者になった経緯は未だ語られていない）。本編登場時点で外見は20歳だが実際には120歳の老人である。
第3話で聖域を追われて放浪していたアルスたちと巡り合い、アルスとキラを預かって自身の住処「蜃気楼の塔」で修行を積ませ、「光の剣」と「隼の剣」を託す。その後、生涯最後にして最大の秘術を用いて自らの知識と力、そして肉体を流星に変えてノロップ（ポロン）を撃ち、賢王としての力を授けた。これにより肉体は消滅したが、その後も精神体としてポロンの真の覚醒時やアルス達の危機に度々登場する。
性格はかなり軽めでナハハ笑いが口癖であるが、第三の目が開くとひょうきんな面が消え、極めて真面目な一面を見せる。
同作者による漫画『ドラゴンクエスト エデンの戦士たち』にも少しだけ登場、キーファに「蜃気楼の塔」の説明をして立ち去った。
フルカス
声 - 幹本雄之（コミックCD版）
ロトの仲間の一人で職業は戦士。初代剣王。仲間になる以前は王宮勤めの戦士で、彼の名を騙り潜入してくるモンスターがいる程、ルイーダの酒場でも一目置かれる存在だった。ゾーマ打倒後、旅で手に入れた数々の武器、防具を持ち帰り、その中でも特に呪われたものに着目。過酷な修行の果てに呪いに打ち克ち、その力を逆に利用する剣術「幻魔剣」を編み出した。
しかし、彼をもってしても扱いを持て余した魔剣「ネクロス」を封印という形で自身の隠れ村に残した事が、後の悲劇と禍根に繋がってしまった。この時集めた武器や防具かどうかは不明だが、アレルやフルカスが扱えなかった物はアリアハンのロト記念館に置いてある。
フォン
声 - 鈴木みえ（コミックCD版）
ロトの仲間の紅一点で職業は武闘家。初代拳王。出身はカザーブの村。仲間になる以前から生物の気の流れを読むのが得意で、偽フルカスの正体を一目で見抜いた。ゾーマ打倒後はカザーブ地域に隠れ村を作り、弟子を迎えて修行を施す様になる。修行の中で気を読むだけでなく操る域にまで高め、波動拳を編み出した。

### 海王関係
海王リヴァイアサン
七つの海を治める王者。善良で平和を愛する君主であり、魔王ゾーマが台頭する時代に於いても唯一、中立を守り、ゾーマ自身も彼らだけには手出しをしなかったという。
その後、異魔神に軍門に下る様に強要され、拒否して戦うも敗北した末に体内に魔物を植えつけられて知性と理性を封じられ、アメーバに変えられて小瓶に封印されていた。後に封印が解かれた際は周囲の生物をただ貪欲に取り込むだけの怪物となり、アルス達の前に立ち塞がる。アルスたちをルナフレア号ごと飲み込んだ後、肉体に巣食う甲殻魔獣ダフォーラの隙を縫って意識を取り戻し、世界の滅亡を阻止するべくトライデントで自らを貫かせパールと共にこの世を去った。
パール
かつて神話の時代に存在した、儚げで美しい容姿を持つ海の精霊（ネレイス）。海王の婚約者であり、封印された海王の眠る小瓶を滴り落ちる酸から守り続けていた。海王を止めるべくアルス達に協力し、ダフォーラに立ち向かった。最後は海王と共にトライデントで貫かれ、未来の海王を遺しこの世を去った。
海王II世シーザリオン
2代目の海王。先代海王リヴァイアサンとパールの遺児で、リヴァイアサンの生まれ変わりでもある。両親の最期と同時に小魚の姿で誕生、アルスの手で海の長老に託される。異魔神との最終決戦では海の軍勢を率いてアルスの元に駆け付け、巨大な海竜の姿に変身し激戦を繰り広げ攻撃の突破口を開くが、異魔神によって体を真っ二つに引き裂かれ死亡。その後、世界樹の花によって蘇生した。
海の長老
海王の名代であるマーマン族。リヴァイアサンを救ったアルス一行に感謝し、海上でのアルス一行の安全を保証した。その後、一度封印に成功した異魔神の肉体（闇のオーブ）を海底の聖域に安置し未来永劫護り続けることを約束するも、直ぐに奪われる。

### 異魔神とその配下
異魔神
声 - 柏倉つとむ（コミックCD版）
現代に蘇った太古の魔神。肉体を失った精神のみの存在だが強大な魔力を持ち、竜王、獣王グノン、冥王ゴルゴナ、魔人王ジャガンの四魔王を従え、肉体を取り戻して世界を混沌に陥れようとする。
元々は魔界の存在であり、その強大さ故に魔界から追放され異空間に幽閉されていた。1万2000年前にムー帝国の魔導師ゴルゴナによって召喚され、世界樹のエキスから精製した細胞を使った不滅の肉体を得て、生き神としてムー大陸を支配したが、最終的には暴走しムー帝国を一夜にして崩壊させてしまった。その数年後、再び現れた所を精霊ルビスの放った究極の大転移魔法「オメガルーラ」によって精神を宇宙の彼方へ飛ばされ、肉体は闇のオーブに封印されたが、ゾーマが倒されてから数年後に冥王ゴルゴナの手によりその精神のみが召喚され現世に舞い戻った。
物語の終盤に魔人王ジャガンが闇のオーブを破壊した事により肉体も復活を遂げる。封印が解き放たれた直後はスライムの様な不定形の肉塊を出現させて周囲のエネルギーや生き物を取り込んで急速に成長していき、力が満たされると巨大な人型の形態へと変貌する。国一つを一瞬で焼き尽くす程の熱線を吐くほか、幾多の高密度魔法言語を操り、その凄まじい破壊力は周囲の地形さえ変化させる。
その巨体故に通常の攻撃は殆ど通じず、世界樹のエキスから抽出され生み出された細胞は極めて高い再生能力を持ち、死者の魂を世界樹の活動を促進させる幻の月に変える事で元からある再生能力を上昇させ、驚異の回復力を得る。ジャガンのロトの血と竜王の竜神族の血を吸収した事で、更なるパワーアップも果たし、オメガルーラへの耐性も得た。一見すると弱点が無い様に思われがちだが、実は強力な魔法攻撃には弱いという弱点があり、それを補う為に大魔王ゾーマが纏っていた闇の衣を身に纏っている。
肉体の復活後は、かつての配下であった魔王軍さえ滅ぼしていき、真の目的である自身の聖核（セイントコア）と世界樹のそれを融合・臨界させる事による世界の消滅に向けて動き出す。アランの手でロトの血を吸収された事でオメガルーラへの耐性を失い、三勇者のオメガルーラで再度封印されてしまう。だが、アランにロトの血を奪還された際に彼の身体に精神を移していた為、完全な封印を免れており、アランを操って闇のオーブの封印を解き、サイズが収縮した完全体へと変貌する。
完全体は本人曰く「魔力は変わらないものの、巨体が凝縮された事により、パワーやスピードは以前とは比べ物にならない」とのこと。しかし、実際には魔法の規模は縮小されている上、剣などによる物理攻撃でもダメージを受けやすくなっている。この形態になった理由は、真の目的である世界の消滅の為に必要な世界樹を破壊されてしまった事への怒りを晴らすべく、邪魔をしたアルス達を一思いには殺さず、嬲り殺しにする為。また、口数も多くなっている。
ロトの紋章を転送した事でオメガルーラを封じるも、タオに幻の月をニフラーヤで消されていった事で再生が遅くなり、次第に追い詰められていく。ついには、世界中の人々からの魔法力を結集させたアルスのミナデインに初めての恐怖を感じながら敗れる。自分を破ったアルスを称賛し、「自分の真の目的は、自らを破滅させる事だったのかも知れない」と呟くが、それを聞いて激昂したアルスに剥き出しとなった聖核（セイントコア）を拳で破壊される。そして、ムラクのお札から飛び出た世界樹の種と異魔神の聖核が一体化し、異魔神の亡骸は瞬く間に新たな世界樹の苗床となった。
完全版では加筆が行われ、母体となった瞬間に現れた精霊ルビスの言葉を聞き、自分の過ちを悟り精神的に救われる結末となっている。

#### 魔王
竜王
声 - 山口健（コミックCD版）
『ドラゴンクエスト』に登場する竜王の若き日の姿。竜族を統括し、普段は人間の姿をしている魔王。竜（ドラゴン）兵団を指揮する。勇者ロトに光の玉を与えた「竜の女王」の遺児であり、本来は世界を守護する善の神の一柱、竜神であるが、アランの様に異魔神に呪われた名前を付けられ魔王とされた。
異魔神に忠誠を誓い、地位の低い部下を手駒として使い捨てたり、アルスの故郷やラダトームを滅ぼす等、魔王らしい悪行を躊躇う事無く遂行する。一方、忠実な部下の死を軽視する異魔神に対して疑問と憤りを隠さなかったり、仲が良いとは言えないが同じ魔王達に仲間意識を抱き、グノンとゴルゴナが戦死した際には動揺する等、情に動かされる一面も持つ。
地下世界では竜兵団を率いラダトームを陥落させた。ローラン城でのアルス達との戦いの際に、タオから竜の女王の杖を渡され、杖から流れ込んでくる記憶により、自分の出生の秘密と、異魔神への忠誠が偽りだった事を知る。当初はその衝撃的な現実を受け入れることが出来ず、錯乱状態に陥り巨竜の姿に変身し暴走するが、ローラン城を壊滅状態にしたあと元の姿に戻り理性を取り戻す。その後異魔神に自分が何者なのかを問い質そうとするが、肉体を取り戻した異魔神の裏切りに遭い吸収されかける。ポロンのオクルーラによりラダトーム城地下に送られる事で一命を取り止め、そこに安置されていた光の玉を手に取ると全ての真実を悟り、受け入れた。すでに城を奪還していたアステアと重傷の身で形ばかりの対決をするも、情けを掛けられた事で敗北を認め、光の玉を譲り渡し、自らは表舞台から一旦姿を消した。
冥王ゴルゴナ
黒衣のローブをすっぽりと被った魔導師で、得体の知れない雰囲気を漂わせる。異魔神の直属で幽（ファントム）兵団を指揮する。異魔神とは古くから関わりがあり、その言葉を他の魔王に伝える役割を持つ。死者を操る妖術に長けており、かつて勇者ロトに倒された魔王バラモスをも復活させ、操った。また「光葬魔雲」などの技で聖なる力を消し去る事が出来る。知略に長け、魔王軍の中では参謀役も務めており、ジャガンの英才教育も行っていた。
その正体は古代ムー帝国の魔導師にして科学者であり、タオ導師 = 太陽王（ラ・ムー）の弟にあたる。異魔神を召喚した張本人。自己中心的な性格で、異魔神すら自分の野心の為に利用しようとしていたが、次第に手に負えなくなりムー帝国の崩壊を招いた。その懲罰として、兄であるタオに見捨てられ沈みゆくムー大陸に取り残されたが、生き残るため冥界の王である大蜘蛛と契約を交わし、部下の魔導師である科学者達6人と共に大蜘蛛と融合して生き長らえる。しかし、直後に異魔神をオメガルーラで封印した精霊ルビスによって同じように封印された。その後、タオと同様に精霊ルビスがゾーマによって石化された際に復活し、異魔神の精神を呼び戻す。
黒衣を取った大蜘蛛の姿の背中の中心にゴルゴナの本来の顔があり、それを取り囲むようにその他のツークーマン、オティカワン、トピアポ、フロレンシア、キアーラ、ポポルヴーの6人の顔が並ぶ。ゴルゴナだけでなく他の6人も意思を持ち話すことができる。また不要になった人間は放出することもできるが、その人間は不老である大蜘蛛から分離された瞬間にそれまでの年月が一気に襲いかかり、急激に老化して死亡する（ダメージの激しかったトピアポが最初に切り捨てられた）。
魔州湖での戦いに於いてアルス一行を追い詰めていくが、実兄・タオの参戦により形勢が逆転。1万2000年振りとなる戦いで追い詰められていく中、自分だけを冥界の王から分離させ、部下たちはゾンビとして蘇らせようとした。が、冥界の王から離脱した為その力は失われている事に気が付かず、タオに指摘されながら背後を取られる。最後の不意打ちも虚しく、竜の杖からの光で消滅させられた。
悪党であったとは言え、やはり実弟として特別な想いがあったらしく、タオは「愚かな弟よ、最後まで人の心を取り戻せずに死んだ哀れな奴よ…だが忘れるな、それでもお前は…わしの弟なのだ」と、悔恨と憐憫を滲ませた言葉を残している。
その後、冥界の王の亡骸は竜王の手で回収される。異魔神にゴルゴナの死を報告し終えた後、ゴルゴナの死にも動揺しなかった異魔神の代わりに、竜王の手で握り潰された。
タオ導師やゴルゴナ、その部下達は七福神がモデルになっており、タオは恵比寿、盟主ゴルゴナは大黒天、ツークーマンは毘沙門天、オティカワンは寿老人、キアーラは弁財天、トピアポは福禄寿、フロレンシアは吉祥天、ポポルヴーは布袋に相当する。
獣王グノン
獣（ビースト）兵団を率いる異魔神の部下。魔王軍の中でも古参の魔王で、リヴァイサンと異魔神の激戦をその身で体験している。竜王と同じく普段は人型の姿をしているが、本来の姿は人面に獅子の体、蛇の尾、翼を持つスフィンクスに似た巨大な四足の魔獣である。武器は巨大なハーケン（大鎌）。真の姿に於いては、低気圧を操っての空気圧縮ブレスを必殺技としている。
気性が荒い上に冷酷で残忍、逆らう者や気に触る者は部下であろうと容赦しない。戦闘的で直情的な傾向を持つ一方、時として主である異魔神の方針に疑問を抱く等の理性的な一面や、アルスを確実に仕留める為、アリアハン全土の人間たちをアルスの敵に回す様心理作戦を仕組む等、慎重かつ狡猾な一面も兼ね備えている。
10万頭の獣兵団を率いて、アリアハンに侵攻。四天王を失いながらも、アルス一行を追い詰めていくが、タルキンのメガンテで獣兵団を全滅させられ、ポロンが覚醒した事で逆に追い詰められていく。真の姿になって、最後の勝負を挑むが、低気圧で雨雲を呼んだ事から、ポロンにミナデインを閃かせてしまい、ポロンとアリアハンの人々全員の魔力を結集したアルスのミナデインによって敗北。それでも、その闘志は消える事なく、屍となっても戦う姿勢を崩さなかった。その後、亡骸はそのまま残されていたが、アリアハンに向かう途中のジャガンの魔法で消滅させられた。

#### 獣兵団
獣王グノン率いる、獣のモンスターによる部隊。精鋭の獣兵団四天王の下に数十万の獣型モンスターを従えており、大軍を率いてアリアハンに侵攻する。
獣魔将軍リカンタス
獣兵団四天王の一人。リカント属。身の丈ほどの大剣を軽々と振るう剣術使いで血気盛んな性格の猪突猛進型。必殺技は大岩をも斬り刻む突き技の獣魔百烈断。
アルスに止めを刺す寸前に駆けつけてきたキラと対決。ブラックシーザーに刃を受け止められた後、幻魔剣で右腕を失いながらも、キラを片腕で押さえ込み自分ごとグノンに叩き斬らせて相打ちを狙うが、敗者の弁を良しとしないグノンによって自身の首だけはねられ落命した。
魔猿将軍エイプス
獣兵団四天王の一人。マンドリル属。巨大な数珠のような形状をした竜節棍という武具を常に携帯している。魔物としては唯一と言っても良い格闘家であり、瘻瘡邪骸拳（ろうそうじゃがいけん）という、邪気によって触れたもの全てを腐らせる拳法を使う。
ヤオと格闘家対決を展開するも、波動拳の前に完敗し、ヤオの実力に驚愕しながら絶命した。
怪鳥将軍バークート
獣兵団四天王の一人。魔鳥属（鳥人）。人間を「地べたを這いずり回る蛆虫」と蔑むなど、発言に高慢な性格が見て取れる。自身の羽根を飛び道具として放つフェザースラッシュに加え、呪文の力を込められる弓矢マジックアローとランス型のマジックスピアも使用。機動力にも長ける。
イオラを込めたマジックアローでアルスの動きを封じ、アルスに仲間たちが加わった後の戦闘では、タルキンとポロンを圧倒するも、キラの頭を踏み台に二段ジャンプしたヤオの燎星雷吼拳で胸を貫かれて戦死。
金羊将軍ミナトン
獣兵団四天王の一人。大角属（羊版ケンタウロスとでも言うべき形態）。堂々と戦う武人肌の性格。体毛に魔法を吸収し蓄えることができる。武器は長柄の戦斧。必殺技は大量のギラを纏って放つ体当たり攻撃でベギラゴン以上の威力を持つとされている灼煌猛撃衝（エナジーダッシャ）。
アルスとの対決ではライデインを吸収しての攻撃を皮切りに優位に立ち、灼煌猛撃衝で追い詰めていくが、バークートのマジックアローにマホトーンを込めたアルスの機転で灼煌猛撃衝を無力化された直後、アルスの渾身の一太刀を受けて絶命。死の間際に機転を利かせて形勢逆転し、勝利を勝ち取ったアルスに賛辞を贈った。

#### その他
デルス
竜王の配下で「変わり身の魔物」や「影の化身」の異名を持つ悪魔型モンスター。カーメン王率いるカーメン騎士団がシャーマン族討伐に赴いた際、シャーマン族が祀っている邪神の像を介して、瞬時にカーメン王を別の場所に飛ばし、自身がカーメン王になりすます。間もなく産まれてくるカーメンの王子にジャガンの名を与えようとするが、ローザの介入で失敗。ルナフレアとボルゴイの親子との戦いでは、ボルゴイを負傷させるも、アルスの名を与えられたカーメン王子の力で増幅された光の指輪で怯んだところをルナフレアに首を切断される。城内に潜入させていた部下たちを嗾けた後に絶命した。
ゼブル
仙人の里の近くに棲むミニデーモン。仙人の里にアルスが住んでいる事を知った竜王の命令と大悪魔昇格を餌に親友のトロルを犠牲にして聖なるオーブを破壊する様命じられ、躊躇するも逆らえずに命令を実行する。結界の消滅後、大量のリザードフライを従えてアルスとキラを襲撃するが、キラを傷つけられて怒り心頭に欲したアルスの渾身のギラの前に敗北。アルスとキラの友情を見て、トロルを犠牲にした事を悔いながら絶命する。竜王からは捨て駒としか見られていなかった。
偽カーメン4世、偽ローザ
真実の森でカダルがアルスへの試練として作り出したモンスター達。偽カーメン4世は破驥真空閃やバギクロスを使用できる。アルスの両親に化ける事で両親の顔を知らずに育ったアルスを誑かし、偽ローザはロトの紋章を捨てさせ、禍々しい首飾りをアルスに付けさせたが、ロトの血によりアレル一行とゾーマの戦いの記憶を見て、正気に戻ったアルスに正体を暴かれる。戦闘に於いては合体を行い、アルスを拘束。内蔵を喰らい尽くそうとするが、アルスの初のライデインを受けて致命傷を負い、拘束から脱出したアルスに心臓部を刺されて絶命した。
サーバイン
魔剣ネクロスを使用する剣王で、拳王の里・剣王の里双方を壊滅させた張本人。その正体はキラの実兄で、母親似の美青年。幼少時、興味本位で里に保管されていたネクロスと接触した事で呪いにより逆に操られてしまう。その後、勇者抹殺の命を遂行すべくアッサラームに潜入しルナフレアと交戦。彼女と助太刀に入ったギランに致命傷を負わせ、駆け付けてきたアルス一行を襲う。タオ導師のシャナクにより一時的にネクロスの呪いが解け、アルスたちの渾身の一撃を受けてネクロスから解放され正気を取り戻す、最後はアルスに向けられたネクロスの攻撃を捨て身で受け止めてアルスにライデインを放つ様命じ、ネクロスと共に炎に包まれ落命した。
その後、キラが剣王の里の跡地に着いた際、冥界から剣王の里の人々の魂を一時的に復活させ、キラに幻魔剣の極意と家族のぬくもりを伝えた。魔剣ネクロスに操られ、魔道に堕ちた為に成し得た技であるが、効果は1週間のみ。命を落とした際にタオ導師のニフラーヤによって昇天していたものの、剣王の里の人々の魂とは逆の方に帰っていった。
当初はヤオから呼び捨てにされていたが、ジパングでの灯篭流しの最中におけるキラとの会話内では、サーバインも被害者であったことやキラへの気遣いから「お兄様」と呼び方を改められている。
サーバインやその父が得意とした必殺技「剣王・真空牙」はしっかりとキラに受け継がれ、更には呪われた武具を使いこなせる程にまで成長させた。
魔剣ネクロス
フルカスもその生涯で数える程しか手にした事がないと言われる、強力な呪いを受けた魔剣。幻魔剣により呪われた武器を使いこなすことが出来る剣王の里でも、この剣だけはその危険さ故に封印されていた。正体はブラッドソード等の剣型モンスター達の王・魔剣獣ネクロスであり、異魔神から剣王と拳王の里を壊滅させる様命令を受けていた。サーバインがこの剣を手にした事で目的を果たすが、最後は正気を取り戻したサーバインと共にライデインに焼かれて燃え尽きていった。マヌーサやベホイミなどの呪文も使用する。
甲殻魔獣ダフォーラ
異魔神が海王リヴァイアサンの体内に植えつけた魔物で、僅かに残されたリヴァイアサンの理性を封印している。普段は殻に閉じ篭っており、熱線で攻撃する際にのみ姿を現す。アルス一行を戦闘不能に追い込んでいくが、ポロンが無意識で発動したバイバーハで甲殻を破壊され、アルスの放ったトライデントによって消滅した。
オモカネ
ジパングに住む魔物（鬼面道士）。人間に化けてアルス達を騙し、ヤマタノオロチを復活させる。復活後はヤマタノオロチを崇めていたが、見境無く暴れ回るヤマタノオロチの炎に焼かれ、仲間もろとも焼死した。
名のモデルは日本神話の知恵の神・オモイカネ。
魔王軍の一派という訳ではなく、自身の欲望のためにジパングを征服しようとしている。

### ゾーマとその配下
ゾーマ
声 - 笹岡繁蔵（コミックCD版）
勇者アレルが打倒した大魔王。回想シーンにのみ登場。死ぬ直前に再び世界が闇に包まれる事を予言したと伝説に記されている。
バラモス
勇者アレルが打倒した魔王。冥王ゴルゴナの手によりバラモスゾンビとして復活。カーメンの廃城でアルス達と戦う。ゴルゴナの策で皮膚が無い状態で復活させられており、空気に触れるだけで激痛が走り、その痛みがバラモスの攻撃力を増す仕組みとなっている。また、攻撃で傷つく度に滴り落ちた腐肉から次々とモンスターを生み出す。
亡者となっても魔王としての誇りと品格は失われておらず、勇者の一族に対しては憎しみだけでなくその武勇を敬愛する一面もあり、若くしてライデインを操るアルスに対し賞賛の言葉も送っていた。最後は自ら止めを刺すようにアルスに伝え、再び永遠の眠りに就いた。
ヤマタノオロチ
勇者アレルに倒されたヒドラ族の魔物。しかし実際は仮死状態のまま100年間眠り続けており、活火山の活発化に伴って復活を果たしてしまう。その後、オモカネに騙されたアルスによって、地上に出てこない様に施されていた封印を解かれ再び蘇る。オリハルコン製の聖なる龍の像を飲み込んだ事で驚異の回復力を獲得し、肉体が損傷する度に凄まじい速度で再生、進化していく。勇者アレルがいた時代にはジパングの初代女王・ヒミコに化けてジパングに潜入するなど策を弄する狡猾さも持ち合わせていたが、この時代に於いては脳が退化しており、知性は殆ど無くなっている。火炎を吐く時にはトサカがスパークするなど、怪獣のような特徴を持つ。アルスと共に体内に突入したティーエのタイターンの針で命を与えられたオルハリコンの龍の力により、全身が溶解して消滅した。

### イシス恋の遁走曲（フーガ）
ヤオが主役の番外編。彼女がアルスたちと出会う前に起こった事件が描かれる。
ムスタファ
ヘビ使いの少年。荒くれ者の女集団ジェファ一味に追われ困っている。ヤオに顔が瓜二つ。バハダットのお姫様と結婚するべく、ヤオに自分の影武者として武道会に出場してほしいと頼み込む。なお副賞の賞金でヤオ達を吊り上げた。腕っ節はからっきしだが機転を利かせ、武道界に忍び込んでいたモンスターに手傷を追わせた。その後、ヤオの強さをムスタファのものと勘違いし、ますます好意を爆発させたジェファに抱きつかれ求婚された。ポロンとサクヤとの結婚式にも参列している。
ジェファ
ジェファ一味という集団を率いる女性。気が荒く、欲しいものは力尽くで奪い取る。正体は、バハダットのお姫様。

### 劇場アニメ版の人物
ゴラン
声 - 麻生美代子
仙人の里に住む妖精たちの長的存在の老女。アルスにマンイーター退治を依頼する。
ピピン
仙人の里に住む子供でキラの子分の1人。アルスとキラの肝試しでは審判を務めるも途中で寝てしまう。目を覚ました時、アルスが帰ってきたのを見たが、祠に行った証である君影草を持っているかは確認せず、勝手にアルスの勝ちとしてしまう。

### ロトの紋章Returns
アロイス
アステアの兄。第三のロトとして、ラダトーム城の攻防戦に於いて自ら戦場に立ち、ライデインも使用。病に倒れた亡き両親の遺言を守り、妹のアステアが戦わないですむ様に奮闘していた。メカバーンとの戦いでアステアが機転を見せた事に複雑な感情を抱くが、メカバーンの内部に隠れていた竜兵団に気付かず、ラダトーム城内への侵入を許してしまう。モシャスで化けた偽アステアに騙され、致命傷を負った後、アステアもロトの紋章に選ばれた勇者である事に気づき、使命とロトの紋章を本物のアステアに託して、息を引き取った。この後、アステアは女性である事を捨て、兄の称号であった「ラダトームの第一王子」を名乗るようになる。
ラダトーム王
アステアとアロイスの父。自ら指揮を執る程に勇敢な人物だったが、病には勝てず、妻と共に病死する。死の間際、アロイスにアステアが戦わないですむ様に頼んだ。
ラダトーム王妃
アステアとアロイスの母。ラダトーム城内にある百合園のような美しい女性。夫と共に流行り病で病死。
マナ
スーの村に住む女性。戦いの心得があり、僧侶系の呪文を得意とする。カダルと結婚して共に暮らしていたが、ゴルゴナがアープの塔で異魔神を召喚しようとした際、これを阻止しようとしたカダルを追って共に魔物と戦ったが、ゴルゴナの瘴気を受けてしまった為急激に老化が進んでいく。カダルは時の砂の呪文による延命を試みようとしたが、人として自然な死を迎えたいと願うマナはこれを拒否し、夫に看取られながら静かに息を引き取った。
カダルと共に放った魔法は合体魔法の原型となり、カダルは合体魔法を用いて、ゴルゴナによる異魔神復活を一度は防ぐ事に成功した。

## 用語

### アイテム
ロトの紋章
タイトルにもなっている、勇者ロトの紋章。『ドラゴンクエスト』（第1作）および『ドラゴンクエストII 悪霊の神々』では「ロトの印」、『ドラゴンクエストIII そして伝説へ…』では「聖なる守り」と呼ばれているもの。2つに分けられた上でローランとカーメンが受け継いだと言われていたが、実際は3つに分けられており、中央の赤い宝玉の部分は、フローラに受け継がれた。ローランとカーメンのものはペンダントにされ、フローラのものは耳飾りにされた。3つを合わせる事でオメガルーラ発動のための立体魔法陣を出現させる。闇のオーブの発動を阻止する事も可能。
赤い宝玉には聖なる力が宿っており、結界を破ったり、異魔神の力でワープ機能を封じられている旅の扉のワープ機能も使用する事ができる。
ロトの鎧（レプリカ）
ロトの鎧こと光の鎧を模した物で、オリジナル同様にブルーメタルが用いられている為、装着者の体力を僅かながら回復させる効果を持つ。歴代のカーメン王が10歳になり即位式を迎える時に着用する。ボルゴイが秘密の場所に保管していた為、魔王軍にも奪われなかった。カーメン城でのバラモスゾンビとの戦いの後、アルスの鎧として愛用される。アリアハンでのジャガンとの戦いで損傷するが、アリアハンの職人の手で改修され、肩当・上腕当・脛当が追加された。異魔神との最終決戦で大破する。
ロトの盾（レプリカ）
ロトの鎧（レプリカ）同様に、ロトの盾こと勇者の盾を模したブルーメタル製の盾。形状は円状になっている。ジャガンの王者の剣で切断されてしまった後、アリアハンの職人の手で修復された。
最終決戦に於いてイヨが殺された事によりアルスが逆上、異魔神に斬り掛かる際に放り出したのが最後の登場となる。
王者の剣（アルスの剣）
イズナが神龍像から作り上げた第2の王者の剣。アレルが使用していたオリジナルとは柄（握り部分）の素材、鳥を象った鍔の細工、刀身の刃の部分、刀身中央のルーン文字が異なる。神龍像から作られた事から龍の炎を発する事も可能。アルス専用に作られた事からアルスの剣とも呼ばれている。異魔神との最終決戦で異魔神を倒すと同時に折れてしまう。
闇のオーブ
異魔神の肉体を封じたオーブ。封印が解かれるとオーブ内の肉体が再生を始め、地上世界と地下世界の両方に、闇のオーロラと呼ばれる黒いオーロラが出現する。ラダトーム城の地下の聖域に安置され、歴代フローラに守られていた。ラダトーム城が魔王軍によって落城する前にアステアが偽物とすり替えたが、聖域を離れた事でオーブの封印は不安定になっていた。アステアは自身の持つロトの紋章の効果で封印を補うが、アステアがアルスに闇のオーブを説明し終えた後はアステア1人の紋章だけでは封印を補えない程になっており、アルスも抑え役を担う事になった。レイアムランドの聖域に安置された事で事無きを得るが、ジャガンに持ち去られ、異魔神の前で破壊される。ジャガンは闇のオーブの仕組みを理解していなかった為、異魔神の復活に繋げてしまった。
光の玉
竜の女王が勇者ロトに与えた至宝。ゾーマの闇の衣を剥ぎ取る為に使用された。その後、この玉は闇のオーブと同じ、ラダトーム城地下の聖域に封印されていた。アステアがアルス達の救援に駆けつけた際に使用し、異魔神の闇の衣を剥ぎ取った。
ブラックシーザー
剣王の里に代々伝わる生きた鎧。鎧の胴部にライオンの頭部を象った意匠が施されており、鎧自身の意思で敵に噛み付いて攻撃する他、炎や吹雪を吐き、凍てつく波動を放つ等の特殊能力も備えている。また、辺りを光で照らす事も出来る。キラと共に戦いの中で成長・進化していった。ラストバトル目前では、戦い抜く事を決意したキラの思いに触れてか、最終形態へと移行し四足歩行のライオンの彫像の様な姿となって自律歩行も可能となった。鎧として身に纏った際はキラの全身を覆うフルメイルとなる。
キラはアリアハンでのリカンタス戦でシーザーの事を「こいつは気が荒い」と言っていたが、ティーエを口の中に咥えて匿う等、仲間思いの面が見られ、パーティーの女性陣からは「お利口」だと誉められている。
異魔神打倒後、復活したキラはシーザーを纏っておらず、マダンテで消滅したとも取れる描写となっていたが、完全版にて復活した姿が確認された。
タイターンの針
針程度の大きさの剣。ルイーダの酒場の倉庫に保管されていた物で、ルイーダからティーエに渡された。針先を無機物に突き刺す事で命を吹き込む効果を持ち、岩はゴーレムに、ヤマタノオロチに飲み込まれたオリハルコン製の龍の像は、聖なる力の働きかけにより発散されるエネルギーを光り輝く龍の形に変えた。
悟りの書
真の賢者となる為に必要な書物。賢者カダルが所持し、一部を石版に記したものを修行に使用していた。カダルの死後はポロンの手に渡り、ポロンも真の賢者となった。
ニカサノマガタマ
ジパングに伝わる神々の武器。連なった勾玉が展開して超磁界を発生させ、敵の自由を奪う。あらゆるエネルギーを何倍にも増幅させる効果もある。
神龍像
リハクがヤマタノオロチの封印を強める為にオリハルコンから作り出した龍の像。ヤマタノオロチに飲み込まれてしまうが、タイターンの針の効果で内部からヤマタノオロチを倒した。その後、王者の剣（アルスの剣）に鍛えられる。
オルテガの剣
アレルの父・オルテガが使っていた剣。ロト記念館に保管されていたが、ジャガンとの戦いで光の剣を失ったアルスに譲渡された。ルイーダは「王者の剣を手に入れるまでの間に合わせ」と言ったが、アルスからは「吸い込まれそう」、キラからは「間に合わせなんて代物じゃない」と評された。
鬼刃ムラサメ
アルスより譲り受けたオルテガの剣をイズナが鍛え直したもの。無双の切れ味を誇る剣であり、防御力が上がっている異魔神の真の姿すらも切り裂いた。異魔神の肉体を切断したのはアルスの渾身の一撃とこのムラサメのみ。直後、イズナは異魔神の手にしたムラサメによって貫かれ絶命した。

### 能力
破驥真空閃（バギまくうせん）
幻術のカーメン王が放った技。剣を振るいバギの如く鋭い真空波を飛ばす。本物のカーメン王が使えるかは不明。
幻魔剣
剣王フルカスが編み出した剣術。呪われた武器や防具のデメリットを受ける事なく使用出来、武具の呪力を力に変える事が出来る。幻魔剣で傷つけられた傷は、通常の魔法や薬草では回復出来ない特性を持つ。その反面、平常心を失うと装備の呪いが装着者に襲い掛かる危険性も孕んでいる。呪いを帯びた剣閃の他、衝撃波による攻撃を繰り出す事も出来る。
剣王震空呀（けんおうしんくうが）
剣を振るい音速の衝撃波を飛ばす。キラ、サーバイン、ロートシルトが使用。キラは隼の剣の作用で衝撃波が2重に発生する。
震空呀真一文字（しんくうがまいちもんじ）
剣王震空呀を水平に飛ばす。
剣王雷刃呀（けんおうらいじんが）
逆手で雷の如き衝撃波を繰り出す。
剣王旋風呀（けんおうせんぷうが）
剣王震空呀のバリエーションの一つ。
剣王爆斬剣（けんおうばくざんけん）
最終形態に進化したシーサーを身にまとい、高速で回転しながら体当たりを敢行して刃の鎧で敵を切り刻む。ラストバトルで使用。

波動拳
拳王フォンが編み出した格闘術。生命エネルギーたる「気」、すなわち真気を高め攻防に利用する。
捷星魔光弾（しょうせいまこうだん）
真気を光弾として打ち出す。最も多用された技であり、一度に複数放つ事もあった。ヤオの他にファン爺も使用した。
魁星穿光脚（かいせいせんこうきゃく）
真気を纏った踵落としを叩き込む。
狼星魄撃掌（ろうせいはくげきしょう）
真気を掌から放ち敵を吹き飛ばす。
閃星三叉戟（せんせいさんさげき）
鉄の爪を用いて繰り出す技。3連の刃で敵を裂く。
軟気功（なんきこう）
傷の治療に用いる。幻魔剣による傷やベホマでも治療不能な重傷にも有効。ただし、傷の深さによっては完全回復に時間がかかる。
旋星迅風掌（せんせいじんふうしょう）
渦を作り出しブレスや魔法攻撃を反射する。
竜星双撃掌（りゅうせいしょうげきしょう）
両の掌から真気を放つ。海王リヴァイアサンに呑み込まれかけたアルスを助ける時にのみ使用。
二起星浮竜脚（にきせいふりゅうきゃく）
倒立し旋風脚を浴びせる。
燎星雷吼拳（りょうせいらいこうけん）
右拳で正拳突きを打ち込む。バークートを一撃で葬った。
愀星殲光弾（しゅうせいせんこうだん）
左手に右手を沿え、高めた真気の光弾を撃ち出す。
流星斬魔刀（りゅうせいざんまとう）
両の手を合わせ鋭利な真気の刃を飛ばす。
魁星突光脚（かいせいとっこうきゃく）
魁星穿光脚に似た技。飛び蹴りを叩き込む。
羅旋掌破（らせんしょうは）
拳王の奥義。螺旋を描く真気の渦を撃ち出す。ラストバトルで使用。

神仙術
ジパングの民が扱う能力。空を飛んだり、物を動かす事が出来る。
その起源は古代ムー大陸の人間が使っていた同種の超能力だが、タオやゴルゴナの使うものの方がより強力。
疾風炎舞扇（しっぷうえんぶせん）
扇で風を起こし炎を反射する。イヨが使用する。
烈風竜巻扇（れっぷうたつまきせん）
扇を独楽のように回し竜巻を生み出す。イヨが使用。異魔神の「たつまき」を逆回転の風で相殺し、アルスたちを救った。
神仙術無空波（しんせんじゅつむくうは）
真空波を発生させ炎などを防ぐ。イズナが使用。

### その他
ルナフレア号
カミーロが中心となって建造した帆船。船首像がルナフレアに似ていた事からアルス達によって「ルナフレア号」と命名される。長きに渡りアルス一行の足として活躍した。高い船首楼と船尾楼に3本のマストをもち、分類としてはキャラック船に属する。
闇の衣
魔王に相当する者が身に纏う黒い光。魔法を無効化する一種のバリアであり、これがある間は如何なる強大な威力の魔法も一切通用しなくなる。聖なる属性の攻撃を受けると消滅するが、一撃で完全に取り払わなければ直ぐに再生してしまう為、通常の方法で無効化することは難しい。作中ではゾーマ、バラモスゾンビ、異魔神が使用。
世界樹
葉から滴る滴を飲む事で命を蘇生させると伝説にあるが、現在は世界樹は枯れてしまっている。しかし、一枚だけ残った葉により、アルスは命を救われる。全ての聖なる力の源。
旅の扉
本来は人を転送出来る魔法の扉であったが、異魔神が復活して以後は通行する事が出来なくなり通信設備としてのみ使用されている。しかし、ロトの紋章中心にある赤い玉を持つ者だけは通行する事が出来る。地下世界アレフガルドとも繋がっている。
蜃気楼の塔
賢者カダルが住む魔法の塔。蜃気楼の様に現れたり、消えたりする。内部には書庫や倉庫、菜園の他に平原や湖すらも存在し、アルスやキラ、ポロンの両親はこの塔の中で修行を行った。また勇者アレルとの旅で収集した渇きの壷や最後の鍵などの宝物も秘蔵されているが、倉庫は埃だらけでお世辞にも掃除が行き届いているとは言いがたい。蜃気楼の塔が現れた場所はルビスの祝福によって蜂蜜とミルクの流れる土地に変化するとされており、カダルが最期の秘術を使った地はオアシスへと変わっていた。アルスが死亡した時には、仲間達を世界樹の下へ導く事もあった。
幻の月
異魔神が古代文明を崩壊させた時に現れた謎の月。異魔神の喰らった数多の生物の魂で構成されており、世界樹と異魔神の自己再生能力を促進する。
ルイーダの酒場
アレルが仲間達と出会った酒場。しかし、現在では弱気な国王の為に廃れてしまっている。
ムー帝国
かつて存在した発達した文明を持つ国家。世界樹の研究から不滅の肉体を創り出し、そこに異空間に封じられていた神を宿らせた事により異魔神は生まれた。その後、生き神として崇拝していた異魔神の暴走により一夜にして海の底に沈んでしまった。
オリハルコン
王者の剣の材質になっている特殊な金属。形状を変える事で様々な効力を発揮する。
ブルーメタル
光の鎧や勇者の盾の材質になっている金属。アリアハンの牢獄の檻にも使われるほど強固な金属であり、また身に付けた者の体力を少しずつ回復するヒーリング効果がある。アルスが着用していた光の鎧や勇者の盾のレプリカもブルーメタルで作られており、本物と比べても遜色無い。
仙人の里の祠の石盤
声 - 大木民夫
劇場版に登場。仙人の里の祠に隠されていた石盤で言葉を発せる。マンイーターを倒した直後のアルスに語りかけ、ロトの勇者の宿命を語って聞かせた。

## 世界観
ベースになっているのは『ドラゴンクエストIII』の世界である。その後の変化を中心に記載する。
カーメン城
ネクロゴンド大陸に位置し、ロトの子三兄弟の次男カーメンの子孫が王の城。元は魔王バラモスの城だった。
代々のカーメン王の下で栄えていたが、竜王の姦計により王と王妃を失い、魔王軍の侵攻によって陥落。湖を望む城と城下町の景色も、隆起した岩山によって失われてしまった。しかしカーメン騎士団が亡霊としてモンスターに襲い掛かり魔王軍は撤退、その後はボルゴイが一人守っている。アルスが訪れた際に冥王ゴルゴナがバラモスを蘇らせ戦闘となった。
ローラン城
北方大陸に位置し、ロトの子三兄弟の長兄ローランの子孫が王の城。元は竜の女王の城だった。ロトの武具や剣術が伝わっている。
カーメン城と同じく魔王軍の攻撃を受け、以後は魔王軍の本拠地となっている。鋭くそびえる岩山の頂上に位置する天然の要害。異魔神占領後は侵入者を妨げる為に城全体を覆う闇の衣を備えている。
アッサラーム
勇者ロトの伝説の壁画が描かれている。カダルはアルス達にこの街に立ち寄る事をすすめた。
ノアニール
勇者ロトの時代では小さな村であったが、現在は城が建てられている。竜王に「田舎城」と言われる通り規模はごく小さなもの。魔人王ジャガン率いる鬼兵団によって陥落。
テドン
ロトの時代には魔王バラモスによって滅ぼされたが、現在では復興し造船の町となっている。ポロンやその家族の故郷。
ルザミ
世界からは忘れられた島と言う位小さい島にある小さな集落。アメーバ状のリヴァイアサンに島全体を飲み込まれて壊滅する。
アリアハン
ロトの生まれ故郷。臆病で不戦主義の王のために廃れてしまっていたが、獣兵団との戦いを機に、アリアハン王が戦う決意を持ったことから、かつての活気が戻ってきた。アリアハン城内の旅の扉は他の旅の扉同様に異魔神の魔力の所為でワープ機能は使えずにいるが、アレフガルドのラダトーム城と定期的に通信を行っていた為、第3のロトの存在も知っていた。
ラダトーム
秘密裏に「第三のロト」の血脈を受け継いでいた地下世界。ロト三兄弟の末子、フローラの故郷。異魔神の軍勢による侵攻に長く耐えていたが、竜王配下の竜兵団の投入によってついに陥落する。後にアステア達によって奪還される。
ジパング
東方の小さな島国。女王ヒミコの子孫である当代女王イヨによって統治されている。100年前、ジパングを訪れた勇者ロトが打倒した怪物ヤマタノオロチが仮死状態のまま生きていた為、オリハルコンにより創り出した龍の像の聖なる力で封印している。後にタオの口から、ムー帝国の生き残りが築いた国である事が明かされる。時代背景は邪馬台国をモデルにしている。
エッゾ
ジパングの北にある島。蝦夷地がモデル。オリハルコンを精錬できる唯一の聖域である魔州湖（モデルは摩周湖）がある。
ネクロゴンドの洞窟
勇者アレルの時代に於いては地上最大と言われた大洞窟。カーメン城とテドンを繋ぐ唯一の道であり、アルス達はこの洞窟を通りテドンへと向かった。
ギアガの大穴
地下世界へ通じる大穴であったが、ゾーマが倒された事により塞がっている。
ロマリア / ポルトガ
魔人王ジャガン率いる鬼兵団と戦を繰り広げていたが、復活した異魔神によってロマリアは焼き尽くされ、ポルトガは全土を一瞬にして氷漬けにされ壊滅した。
仙人の里
バハラタの西にある隠れ里。聖なるオーブによって生じる結界で守られており、アルスは10歳までここで過ごした。
剣王の里
サマンオサ地方の南、湖を望む森の中にある。サーバインの乱心により壊滅する。キラはここで剣王の里の者達の魂と出会い幻魔剣を身に着けた。
拳王の里
カザーブの西、険しい盆地の中に存在する。サーバインの襲撃により壊滅する。キラとヤオはここで結婚式を挙げ、一時の夫婦生活を送った。

## 呪文
本作にはゲーム版のドラゴンクエストシリーズに登場した呪文が多々登場している。本作オリジナルの呪文もあり、その極一部がゲーム作品にフィードバックされている。本作ではストーリーの魅力を削ぐ原因となることから、ザオラル等の蘇生呪文は使用されていないが、スカラ・バイキルト・ピオリム等の能力向上呪文は使用された。また、トラマナがバリアを無効にするのではなく宙に浮く事で直接触れるのを避けるという形になっており、その為術者から手を離すとマグマに落ちる事になる外、勇者の呪文であるベホマズンやトヘロスをポロンが使えるなど、一部オリジナルの設定が加えられている。
ドラゴンクエストを知らない人でも呪文が分かる様に、雑誌掲載時にはコマの外の空白に、単行本では表紙カバー折り返しに呪文の簡単な説明がされていた。

### オリジナル呪文
以下は本作のオリジナル呪文である。
時の砂の呪文「サンズ・オブ・タイム」
時間を操ることで若返ったり元に戻したりできる呪文。同作者による漫画『ドラゴンクエスト エデンの戦士たち』では、時の砂の呪文の別バージョンとして「ストップ・ザ・ワールド」という時間を止める呪文が登場した。
ニフラーヤ
昇天呪文。ニフラムの上位にあたる。現世に縛られている霊魂をあらゆる呪縛から解き放ち、あの世へと送り届ける。
奇跡の秘術
術者の命と引き換えに、死者を生き返らせる技。かつて、ムー帝国にも似た様な技が存在した。アランの母フレイアのみが使用できる。彼女が、ロトの血を引く者、ということもあるが、かと言ってロトの子孫ならば、誰でも使えるという技ではない。
ファンタム・ゾーン
霧の迷宮とも呼ばれている呪文。この霧の中では、普通の人間は眠りに落ちてしまう上、術者のいる場所に普通の方法では辿り着けない迷宮も兼ねている。永久ではない為、霧は徐々に薄くなっていき、魔力の強い者から目が覚める。アリアハンに赴いたジャガンがアルスと戦う際に使用し、アルスとティーエ以外の人間たちは眠ったままとなった。3ケンオウとルイーダは、ポロンの中のカダルのザメハで目を覚まし、霧が薄くなってきた後、チノンも目を覚ました。最終的には、アルスの死を報せに来た異魔神の手で破壊された。
エビルデイン
黒い雷を放つ、魔人と勇者の両方の血を併せ持つジャガン専用呪文。その威力はライデインを凌ぐ。
オメガルーラ
かつて精霊ルビスが生み出した究極の大転移魔法。異魔神はこの呪文を受けて精神を宇宙の彼方へと飛ばされ、肉体は闇のオーブに封印された。3つのロトの紋章（アルスが下半分、アランが上半分、アステアが中央の宝玉）に刻まれており、紋章が一つになった時、彼らロトの血を引く者達の意思により巨大な立体魔法陣が現れ呪文が発動する。

#### 合体魔法
大賢者カダルによって編み出された、2つ（以上）の呪文を組み合わせる秘術。
バイバーハ
フバーハ+フバーハ。二重に展開した障壁が、炎や吹雪を防ぐだけでなく相手に倍返しにする。
バギラ
バギ+ギラ。炎の渦と刃で敵を焼き、引き裂く。
スカラル
スカラ+スカラ。味方全体の守備力を増強する。
スピオキルト
スクルト+ピオリム+バイキルトを倍化・合体させた呪文。守備力・素早さ・攻撃力、全てを最高値まで増強する。
オクルーラ
ルーラ+ルーラ。転移呪文。対象者のみを別の場所に移動させる。
「閃熱大炎（せんねつだいえん）」メゾラゴン
メラゾーマ+ベギラゴン。閃光を伴った巨大な火炎を放つ。
「氷刃嵐舞（ひょうじんらんぶ）」マヒアロス
マヒャド+バギクロス。無数の氷の刃で敵を切り裂く。
「閃吼爆裂（せんこうばくれつ）」イオラゴン
イオナズン+ベギラゴン。閃光と共に巨大な爆発を起こす。
「爆裂旋風（ばくれつせんぷう）」イオナロス
イオナズン+バギクロス。猛烈な爆風で敵を木っ端微塵に吹き飛ばす。
「火炎竜巻（かえんたつまき）」メラゾロス
メラゾーマ+バギクロス。巨大な炎の竜巻を発生させる。
「嵐竜変化（らんりゅうへんげ）」バギグラム
バギクロス+ドラゴラム。飛行可能な翼を持った竜に変身する。ドラゴラムと違い、術者の理性は残る。
「強制変身（きょうせいへんしん）」モシャサス
モシャス+モシャス。相手を強制的に変身させる。
「双竜変化（そうりゅうへんげ）」ドラゴラム×2
2つの首を持つ竜に変身する。ドラゴラムと違い、術者の理性は残る。
本作ではこの様な「○○×2」の合体呪文は他にメラゾーマ・マヒャド・イオナズン・バイキルト・フバーハ・ベホマで用いられたが、それらの効果は単純に元の呪文の効果ないし範囲を倍化させたものとなっている。
「極大五芒星」マダンテ
メラ系・ギラ系・ヒャド系・イオ系・バギ系の魔法をフルパワーで合体させる。一瞬で全ての魔法力を放出する為、その反動で命を落とす危険さえある禁断の呪文。ゲームのドラゴンクエストシリーズに出てくる同名の呪文（特技）とは設定が異なる。

#### 高密度魔法言語
異魔神が使用する魔界の強力呪文。
りゅうせい
宇宙より大量の隕石を呼び寄せる。異魔神の攻撃の中でも最強と思われるが、一度はアランのアストロンによって無効化され、二度目もアルス達に止めを刺すまでには至らなかった。
げっこう
死んだ生物の魂を幻の月に変える。幻の月には異魔神の自己再生能力を促進する働きがある。ニフラーヤで魂を昇天させる事で消せるが、多数の魂の塊（約5000人分）なので莫大な魔力が必要。
たいよう
巨大な火球を発生させ、周辺を灼熱の世界にする。海を沸騰させる程の威力がある。
ひょうが
一瞬にして超広範囲を凍結させることができる。
しんくう
大気中の酸素を燃焼させ、一瞬にして広範囲を真空状態（正確には無酸素状態）にする。
たつまき
巨大な竜巻を作り出す。
いかずち
ジパングに残された時代の飛空船に搭載された大魔砲いかずちより発射される魔法。異魔神の使用する高密度魔法言語を元に生み出されたようだ。反射はできないがマホカンタで防ぐことは可能。

## 外伝
ここより永遠に…
単行本11巻収録。完全版15巻収録。
僧侶時代のカダルを主人公にした外伝。
僧侶カダルがルイーダの酒場に辿り着き、フォン、フルカス、そして勇者アレルと出会うまでを描く。
イシス恋の遁走曲（フーガ）
単行本16巻収録。完全版15巻収録。
ファンとヤオが二人旅をしていた頃を描く外伝。
ヤオは旅の途中バハダットで顔がそっくりの男ムスタファに出会う。ジェファの求婚を受け、困っているムスタファを助けるため、ヤオはお姫様と婚約をかけた武術大会にムスタファに変装して参加することになる。

## ドラゴンクエスト列伝 ロトの紋章Returns
連載終了後、2004年に『ガンガンYG』にて連載された外伝作品。
1話完結形式で、アステア・ジャガン・カダルをそれぞれ主人公に据えた作品が描かれた。
アステア
アステアと兄アロイスの、ラダトーム攻防戦を描く。
原作では語られなかった、アステアが女性である設定が初めて登場した。
ジャガン
ジャガンが魔人王を戴冠する少し前の事、未だ魔人王として覚醒しないジャガンを覚醒させる為のゴルゴナの思惑、そしてそれを巡るローラン王、フレイア、リルパの運命と思いを描く。
カダル
アレル達と共にゾーマを倒してから暫く後、カダルはスーの村の女性マナと結婚した。だがそれから暫くして、ゴルゴナがアープの塔にて異魔神を召喚しようとする。それを阻止すべくカダルはアープの塔へと向かう。
単行本は2005年に発売。 (ISBN 4-7575-1478-6)

## 書誌情報

### 単行本
- 川又千秋（原作・設定） / 小柳順治（脚本） / 藤原カムイ（作画） 『ドラゴンクエスト列伝 ロトの紋章』 エニックス〈ガンガンコミックス〉、全21巻
  1. 1991年9月20日発行、ISBN 4-87025-000-4
  2. 1992年2月22日発行、ISBN 4-87025-008-X
  3. 1992年6月22日発行、ISBN 4-87025-017-9
  4. 1992年8月22日発行、ISBN 4-87025-022-5
  5. 1992年12月22日発行、ISBN 4-87025-034-9
  6. 1993年5月22日発行、ISBN 4-87025-043-8
  7. 1993年8月22日発行、ISBN 4-87025-050-0
  8. 1993年12月22日発行、ISBN 4-87025-063-2
  9. 1994年4月22日発行、ISBN 4-87025-076-4
  10. 1994年8月発行、ISBN 4-87025-087-X
  11. 1994年10月22日発行、ISBN 4-87025-092-6
  12. 1995年3月22日発行、ISBN 4-87025-109-4
  13. 1995年4月22日発行、ISBN 4-87025-112-4
  14. 1995年9月発行、ISBN 4-87025-123-X
  15. 1996年1月22日発行、ISBN 4-87025-134-5
  16. 1996年4月発行、ISBN 4-87025-146-9
  17. 1996年8月発行、ISBN 4-87025-156-6
  18. 1997年1月発行、ISBN 4-87025-173-6
  19. 1997年2月発行、ISBN 4-87025-178-7
  20. 1997年4月発行、ISBN 4-87025-192-2
  21. 1997年7月発行、ISBN 4-87025-205-8
- 川又千秋（原作・設定） / 小柳順治（脚本） / 藤原カムイ（作画） 『ドラゴンクエスト列伝 ロトの紋章 Returns』 スクウェア・エニックス〈ヤングガンガンコミックス〉、2005年7月25日発売[4]、ISBN 4-7575-1478-6
- 堀井雄二（監修） / 映島巡（脚本、4巻まで） / 梅村崇（脚本、5巻以降） / 藤原カムイ（作画） 『ドラゴンクエスト列伝 ロトの紋章 〜紋章を継ぐ者達へ〜』 スクウェア・エニックス〈ヤングガンガンコミックス〉、全34巻

### 完全版
完全版では、最終回に大幅な加筆がされている。『ガンガン』掲載時および単行本では60ページ（単行本で追加されたエピローグは含めない）だったのが、完全版ではほぼ倍の118ページになっている。これは、『ガンガン』掲載時に、当初ネームを切った段階で120ページ近くになってしまったものの、『ガンガン』に掲載する予定のページ数を大きく超えてしまったため、やむなく60ページまで削ぎ落としたという経緯が、パーフェクトガイドブックにて述べられている。藤原は連載終了後もこの『完全版最終回』を描ける機会をずっと伺っており、Returnsや『紋章を継ぐ者達へ』の連載もこれを描くことを条件として引き受けた物であると、完全版のあとがきにて語っている。
- 川又千秋（原作・設定） / 小柳順治（脚本） / 藤原カムイ（作画） 『ドラゴンクエスト列伝 ロトの紋章 完全版』 スクウェア・エニックス〈ヤングガンガンコミックスデラックス〉、全15巻
  1. 2006年7月25日発売[5]、ISBN 4-7575-1726-2
  2. 2006年7月25日発売[6]、ISBN 4-7575-1727-0
  3. 2006年8月25日発売[7]、ISBN 4-7575-1746-7
  4. 2006年8月25日発売[8]、ISBN 4-7575-1747-5
  5. 2006年9月25日発売[9]、ISBN 4-7575-1783-1
  6. 2006年9月25日発売[10]、ISBN 4-7575-1784-X
  7. 2006年10月25日発売[11]、ISBN 4-7575-1794-7
  8. 2006年10月25日発売[12]、ISBN 4-7575-1795-5
  9. 2006年11月25日発売[13]、ISBN 4-7575-1816-1
  10. 2006年11月25日発売[14]、ISBN 4-7575-1817-X
  11. 2006年12月25日発売[15]、ISBN 4-7575-1840-4
  12. 2006年12月25日発売[16]、ISBN 4-7575-1841-2
  13. 2007年1月25日発売[17]、ISBN 978-4-7575-1917-6
  14. 2007年1月25日発売[18]、ISBN 978-4-7575-1918-3
  15. 2007年2月24日発売[19]、ISBN 978-4-7575-1956-5

## メディア展開

### コミックCD
- 『ドラゴンクエスト列伝 ロトの紋章1 アルス、ロトの血に目覚める』1994年10月19日発売、ISBN 4-87025-769-6
  - ストーリーは原作単行本1巻から2巻終盤まで。タイトルに「1」と付いており、続編も製作されるはずだったが、結局1作のみとなった。

### 映画
1996年4月20日公開。「GWアニメフェスティバル'96」として『ハーメルンのバイオリン弾き』『魔法陣グルグル』と同時放映。松竹系列で唯一のまんがまつり形態上映となった。
ストーリー上は原作第1話と第2話の間の時期に該当し、アルスとキラの友情の始まりや妖精ティーエとの出会いが描かれている。
- 製作 - エニックス、ポニーキャニオン、松竹、日本アニメーション
- 制作協力 - スタジオディーン
- 配給 - 松竹富士
- 企画 - 保坂嘉弘、中島遊、本橋寿一
- 脚本 - 須永司、高寺彰彦
- 美術監督 - 三浦智
- 編集 - 坂本雅紀、森田清次
- 撮影監督 - 沖野雅英
- 音響監督 - 藤野貞義
- 音楽 - 和田薫
- プロデューサー - 吉田剛、田中伸明
- 作画監督 - 山形厚史
- 監督 - 須永司
- 主題歌 - 『少年の羽』（作詞 - 新居昭乃、作曲・編曲 - 和田薫、歌 - 新居昭乃）

## 関連書籍
- ドラゴンクエスト列伝 ロトの紋章 藤原カムイイラスト集（1994年8月、ISBN 4-87025-761-0）
- ドラゴンクエスト列伝 ロトの紋章 藤原カムイイラスト集II（1997年8月、ISBN 4-87025-983-4）
- ピクチャーポストカード ドラゴンクエスト列伝 ロトの紋章（1997年5月23日、ISBN 4-87025-966-4）
- ドラゴンクエスト列伝 ロトの紋章 パーフェクトガイドブック（1997年7月11日、ISBN 4-87025-972-9）